# Wolseley Motors
Pour les articles homonymes, voir Wolseley.
Wolseley Motors Limited fut un constructeur anglais de véhicules automobiles, fondé en 1901 par le fabricant d'armement Vickers, en collaboration avec l'industriel Herbert Austin. Au début, Wolseley mit en production une gamme complète d'automobiles, dominée par des voitures de luxe très prisées à la Belle Époque, jusqu'à la mort des frères Vickers, en 1915 et 1919. En 1921, dans sa plus forte expansion, Wolseley fabriqua plus de 12 000 voitures, s'affirmant comme le plus grand fabricant d'automobiles de Grande-Bretagne. Cependant, en 1927, le surdéveloppement de l'entreprise conduisit à sa mise sous séquestre, la faisant passer des mains de Vickers à celles de William Richard Morris, pour finir dans l'empire Morris Motor Company, puis dans British Motor Corporation et British Leyland, avant de voir son nom disparaître en 1975.

## Fondation en 1901

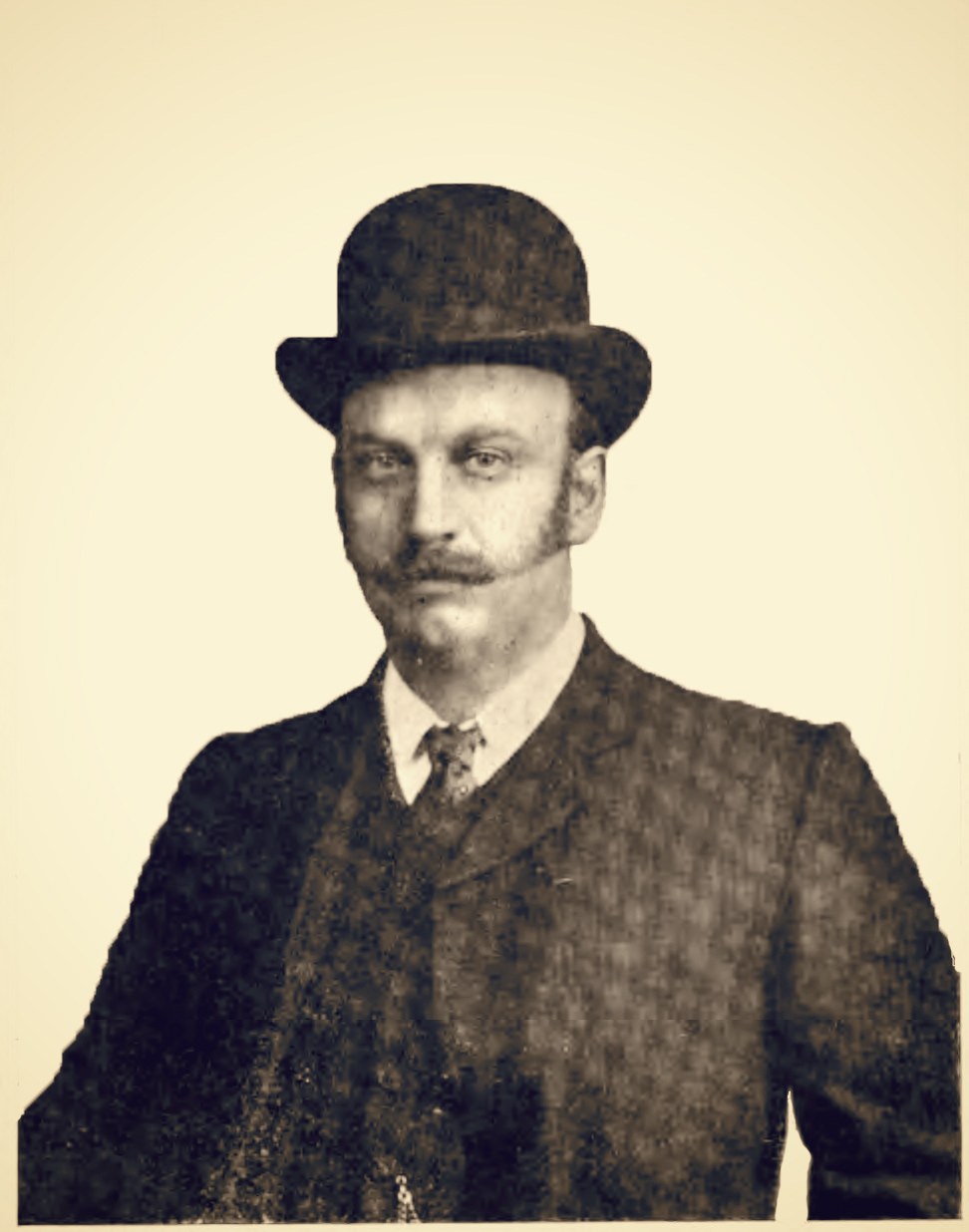
Herbert Austin (1866-1941), en 1905
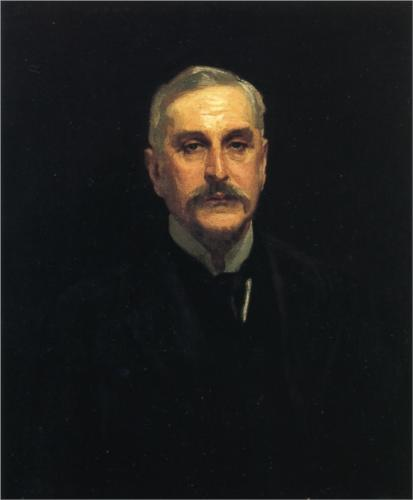
Le Colonel Thomas Vickers (1833-1915)
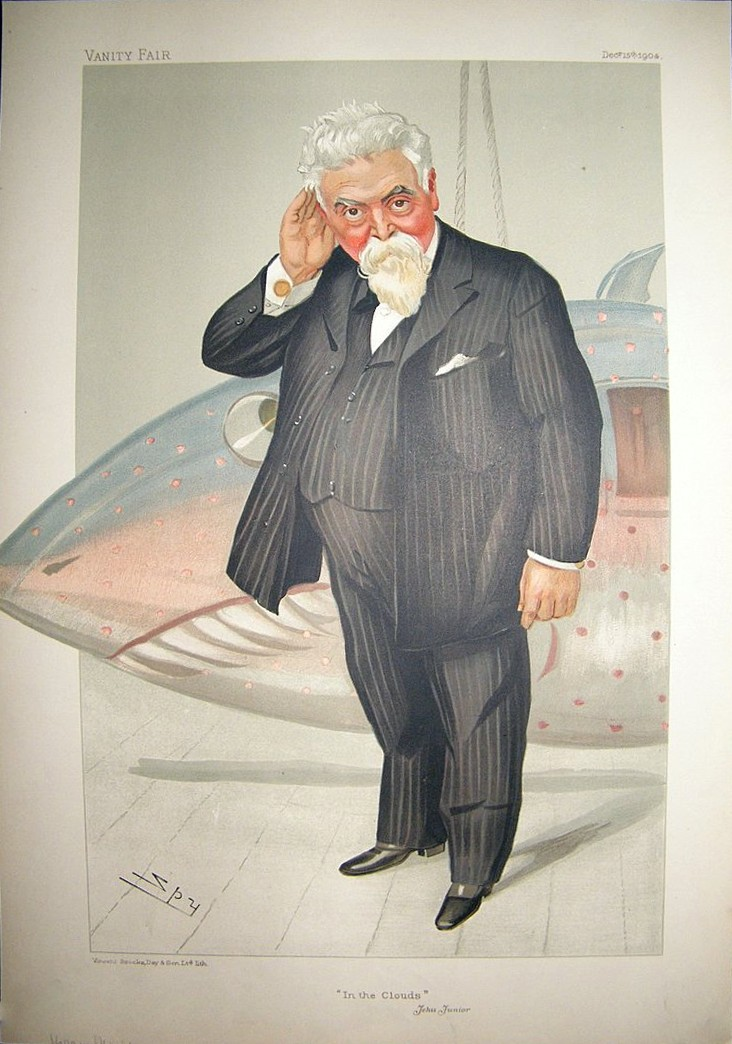
Sir Hiram Maxim (1840-1916) caricature de Espion pour Vanity Fair, 1904

### The Wolseley Tool and Motor Car Company Limited
Hiram Maxim, inventeur de la mitrailleuse qui porte son nom et co-associé de la Vickers Sons & Maxim avait consulté de nombreuses fois Herbert Austin à Wolseley à la fin des années 1890, concernant la conception de machines volantes dont il avait entrepris le développement et la construction. Maxim fit usage d'un certain nombre de suggestions faites par Austin dans ses activités au sein de ses ateliers de Crayford, Kent. Un accord fut rapidement trouvé entre les deux hommes lorsque le premier décida de ne pas poursuivre son activité automobile.
La Wolseley Tool and Motor Car Company de Birmingham fut constituée par Vickers Sons & Maxim en mars 1901, avec un capital de 40 000 livres pour la fabrication de véhicules automobiles et de machines-outils. Le directeur général en était Herbert Austin. Le nom de Wolseley vient d'une entreprise d'outillage de tonte des moutons absorbée par Austin au début des années 1890 au sein d'Austin Motor Company Limited.

#### Automobiles Wolseley fabriquées par Herbert Austin

Tonneau Wolseley 10hp à deux cylindres, 1903.
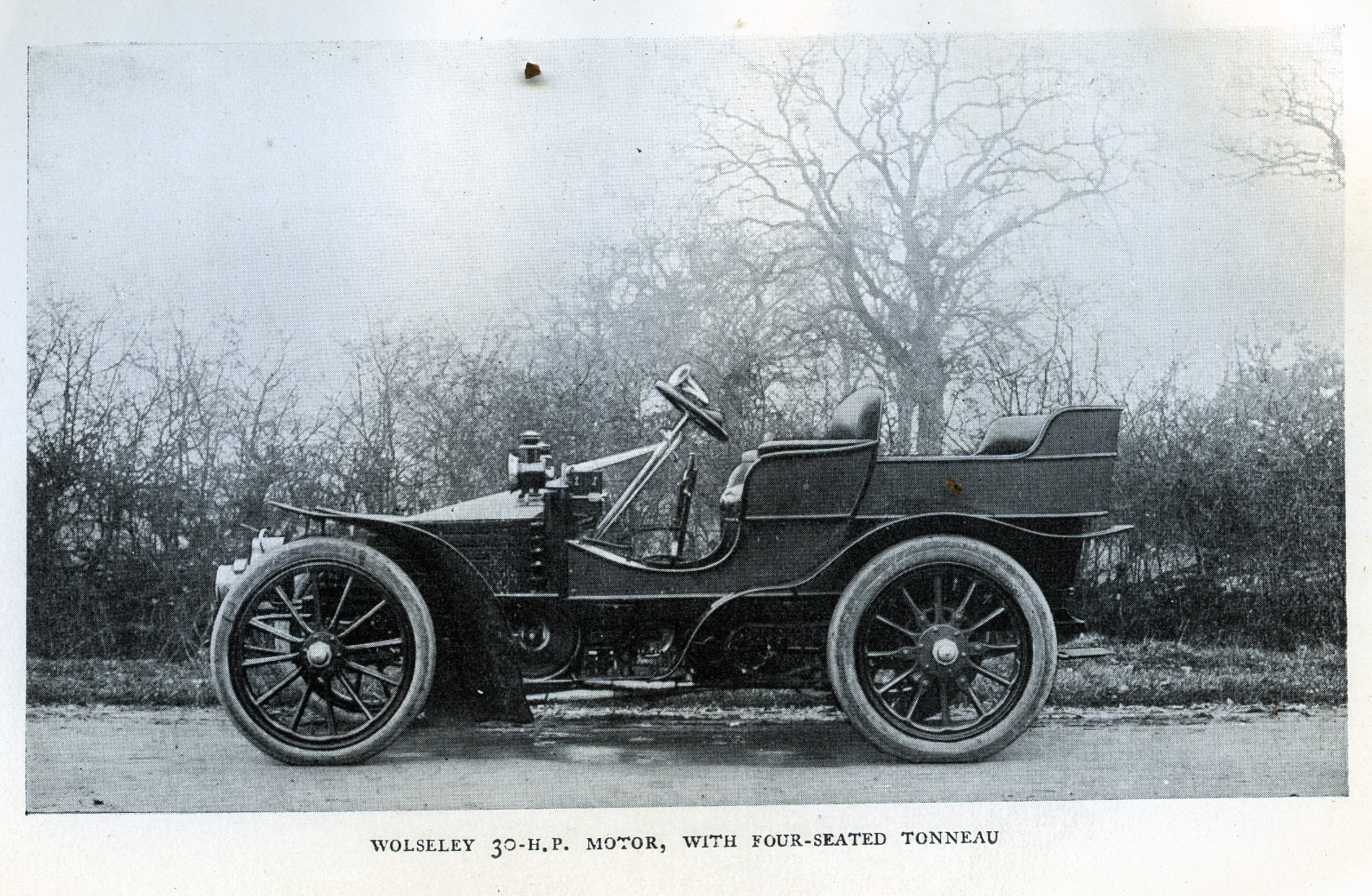
Tonneau à quatre places Wolseley 20hp, 1903.
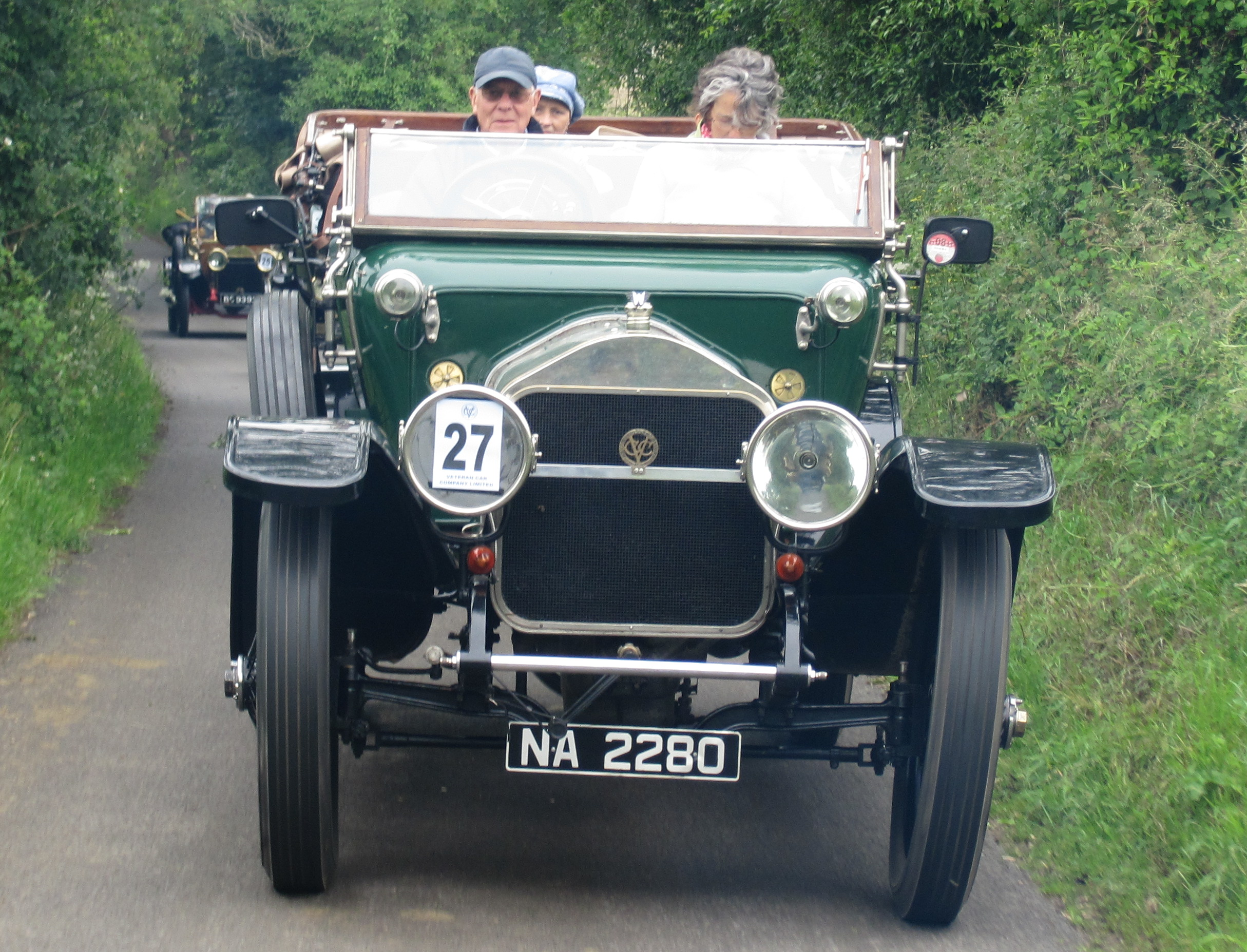
"Colonial tourer", 1912.

Austin avait vite recherché pour Wolseley Tools des activités moins saisonnières que l'outillage de tonte de moutons. À partir de 1895-96, il commença à s'intéresser aux moteurs et à l'automobile. Au cours de l'hiver de 1895-96, il fit sa propre version d'un plan de Léon Bollée qu'il avait vu à Paris, puis convainquit l'administration de WSSMC d'investir dans la machinerie nécessaire à la fabrication d'une voiture de sa propre conception. Il se rendit alors compte qu'un autre groupe Britannique avait acheté les droits de ce plan et dut créer son propre modèle.
La deuxième voiture Wolseley d'Austin, la Wolseley Autocar No. 1 fut dévoilée en 1897. C'était un engin à trois roues (une à l'avant et deux à l'arrière) avec des suspensions arrière indépendantes, un moteur central et des sièges opposés pour deux adultes. Malgré la publicité, aucun exemplaire ne fut vendu. La troisième voiture, la "Voiturette" à quatre roues suivit en 1899. Une autre voiture à quatre roues fut créée en 1900. La Wolseley Gasoline Carriage de 1901 avait un volant à la place du levier de direction. Les premières Wolseley vendues au public étaient basées sur la Voiturette, mais la production n'a pas commencé avant 1901, et la direction de WSSMC avait perdu son intérêt pour l'industrie automobile.
Thomas et Albert Vickers, directeurs du plus grand armurier de Grande-Bretagne Vickers and Maxim avaient décidé d'entrer dans cette industrie au bon moment et, impressionnés par les travaux d'Austin chez WSSMC, ils reprirent son entreprise. Quand son contrat de cinq ans prit officiellement fin en 1906, ils avaient construit plus de 1.500 voitures, Wolseley était devenu le plus grand fabricant Britannique, et la réputation d'Herbert Austin était faite.
L'entreprise avait été fondée en mars 1901. Herbert Austin publia son premier catalogue le premier mai 1901, comprenant deux modèles, une 5 cv et une 10 cv. Elles étaient toutes deux disponibles carrossées en Tonneau ou Phaeton, avec des roues à pneumatiques ou pleines. Pour trente shillings (1,50 £) supplémentaires, la 10 cv pouvait recevoir un embrayage à clabots l'empêchant de reculer. "Nous recommandons les roues à pneumatiques pour toutes les voitures destinées à dépasser les 30 km/h", proclamait le texte. Herbert Austin ajouta un autre paragraphe expliquant pourquoi son moteur horizontal était mieux lubrifié (que les moteurs verticaux) et que 750 tours par minute, la vitesse de ses moteurs, augmentait sa durée de vie par rapport aux concurrents qui tournaient entre 1000 et 2000 tr/min.
L'association avec Vickers aida dans les plans généraux des voitures, mais aussi pour la production et l'approvisionnement en aciers spéciaux.
La gamme Wolseley de 1901 à 1905.

Tonneau 8cv 2-cylindres 1904

Les moteurs étaient à plat, ce qui conservait un centre de gravité bas. Les cylindres sont moulés individuellement et disposés soit séparément, soit en couple, soit en deux paires opposées horizontalement. Le vilebrequin repose transversalement par rapport à la voiture, ce qui permet entraînement par courroie ou chaîne simple à l'essieu arrière :
- 5 hp[4], 6 hp[4] (1904)
- 7½ hp, 8 hp (1904)
- 10 hp, 12 hp de (1904)
- from 1904 16 hp
- 20 hp, 24 hp (1904)

En 1904, la reine Alexandra de Danemark acheta une Landaulette de 5,2 litres avec allumage par bobine, une boîte à quatre vitesses et un entraînement par chaîne.

#### Siddeley

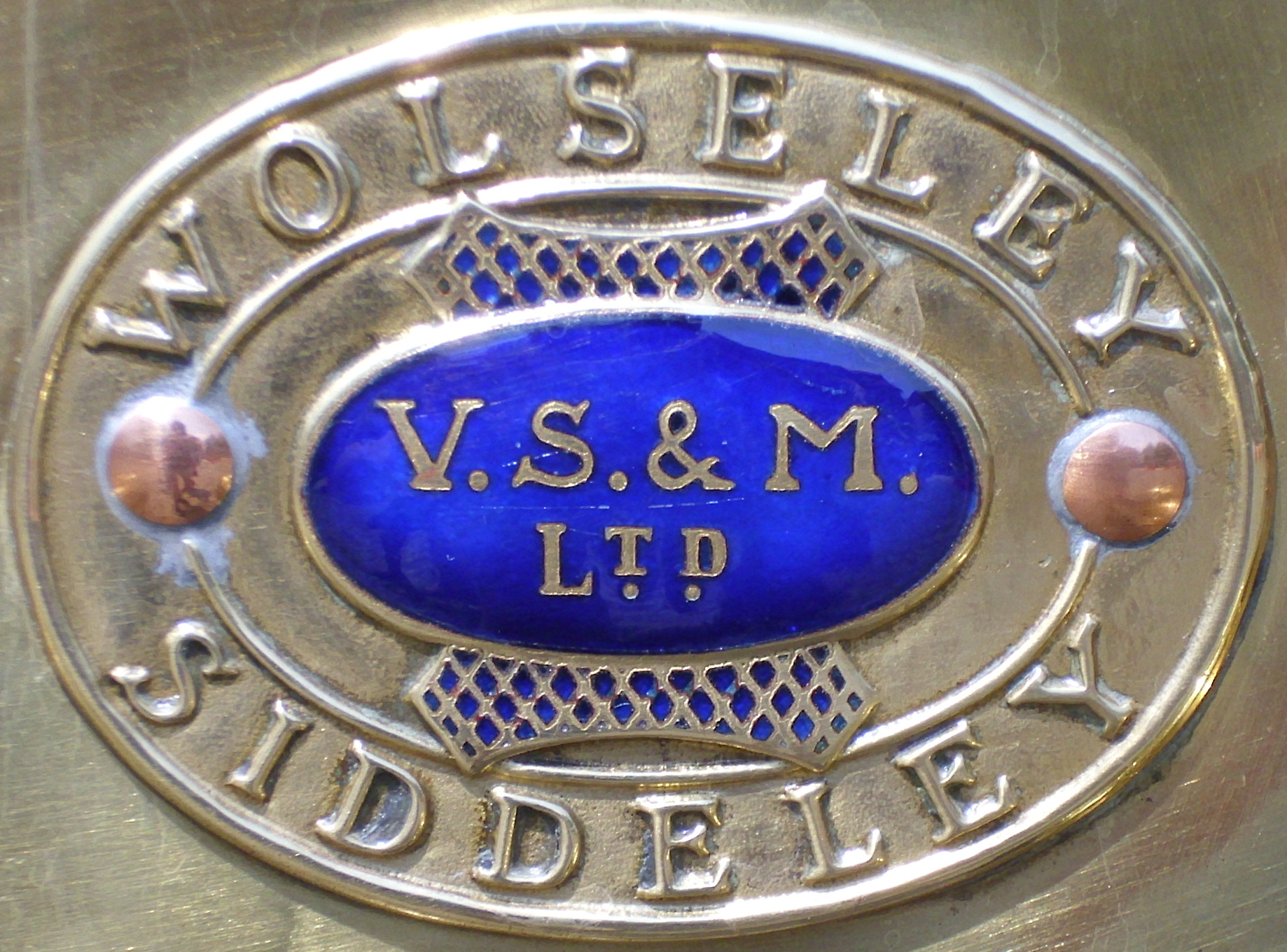
Plaque de marque: Vickers, Sons & Maxim
Wolseley Siddeley.

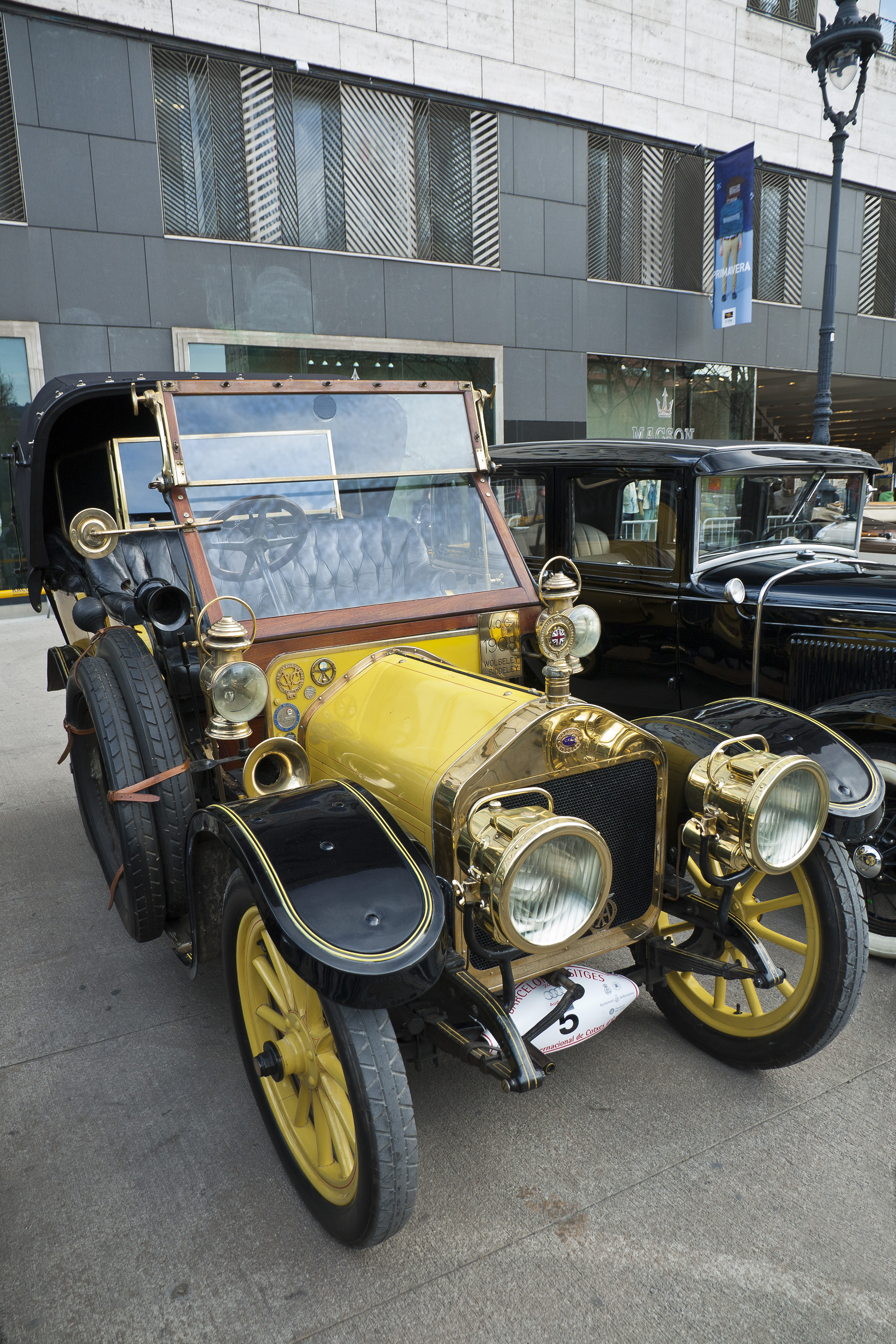
Rotund phæaeton (randonneuse) de 2.6 litres 14 cv de 1908

Le refus absolu d'Austin d'adopter de nouveaux moteurs verticaux pour ses Wolseley, quoi qu'en disent ses directeurs, amena Austin à remettre sa démission l'année précédant la fin de son contrat. Curieusement, dans sa nouvelle entreprise Austin, tous les moteurs étaient verticaux, mais il devait subir un nouveau maître financier.
Vickers a remplacé Austin en promouvant le directeur des ventes de Wolseley à Londres, John Davenport Siddeley au poste de directeur général. Austin savait que Vickers avait construit plus tôt, en association avec Siddeley, des voitures à moteur vertical de marque Siddeley à leur usine de Crayford, Kent. Les nouvelles voitures Siddeley commençaient à dépasser les ventes des Wolseley "dépassées" à moteur horizontal. Au début 1905, ils engagèrent Siddeley comme directeur de vente de Londres et lui rachetèrent le goodwill et les brevets de sa voiture Siddeley,.

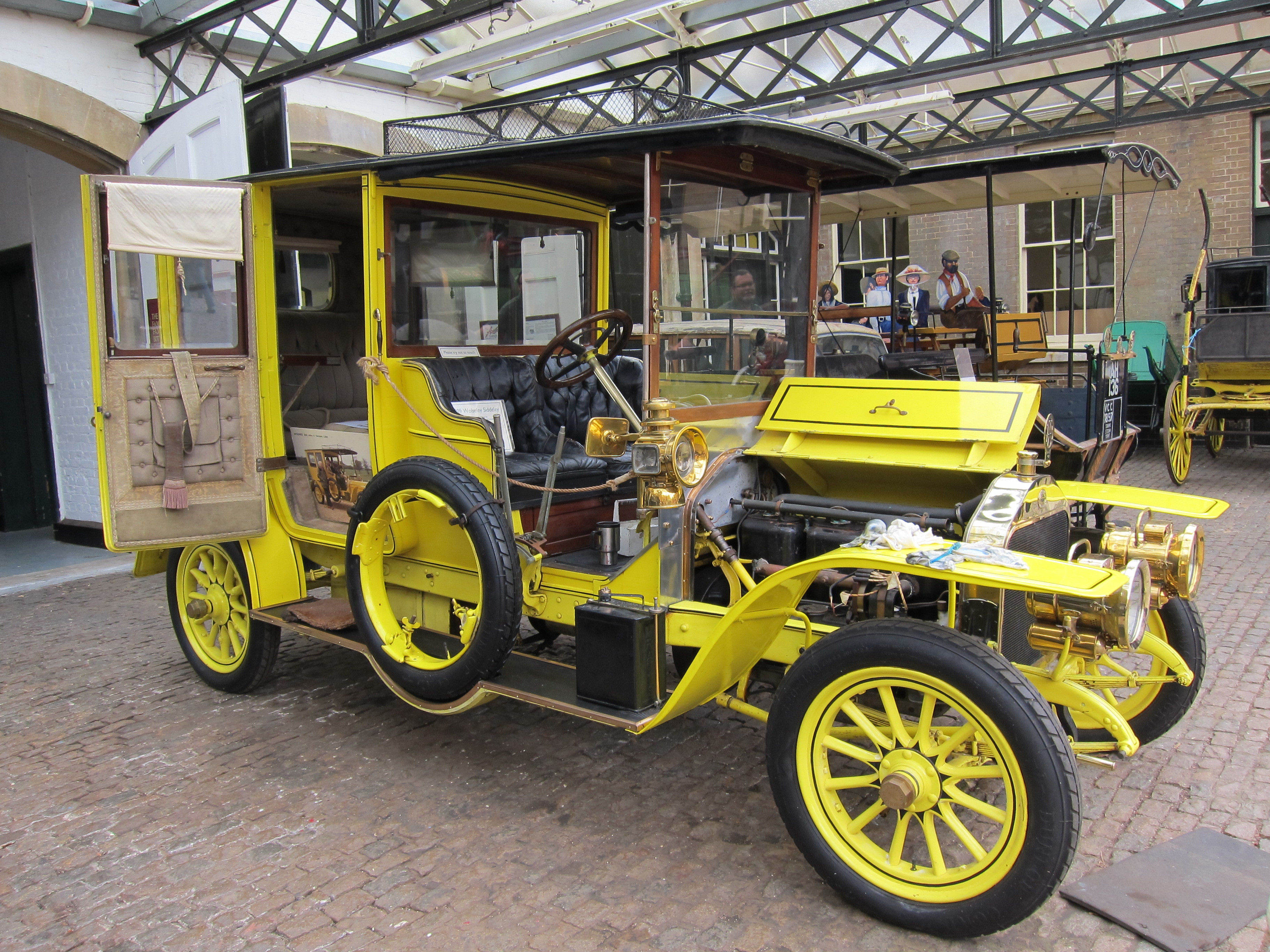
Limousine de 8,6-litres, 40–50 cv
pour le comte de Leicester, 1909.

Siddeley, après être nommé à l'ancien poste d'Austin, a rapidement remplacé les moteurs horizontaux d'Austin par les moteurs verticaux maintenant conventionnels. Avec lui, il a amené son associé Lionel de Rothschild) en tant que membre du conseil d'administration de Wolseley. Ils donnèrent ensemble un nouveau souffle à l'entreprise. En novembre 1905, au Salon de l'Auto de l'Olympia, le premier à l'ancien National Agricultural Hall, deux petites voitures de 6 cv et 8 cv étaient encore exposées avec des moteurs horizontaux, mais il y avait aussi les Siddeley 15, 18 et 32 cv avec des moteurs verticaux. Ce passage aux moteurs verticaux a fait une grande publicité pour Wolseley et leurs produits ont rapidement perdu leur image ancienne.
Une tendance apparut alors chez les journalistes, voyant les publicités pleine-page dans les journaux, de laisser tomber le premier mot de la marque "Wolseley-Siddeley" pour parler de "Voitures Automobiles Siddeley fabriquées (en plus petits caractères) par the Wolseley Tool ". Il était exact que les nouveaux moteurs étaient bien des moteurs Siddeley. Pendant ce temps, sous Siddeley, Wolseley a maintenu les ventes que lui avait laissé Austin, mais maintenant dirigées depuis Londres au lieu de Birmingham, l'entreprise n'a plus réussi à couvrir les frais généraux.
Un membre du conseil d'administration, Walter Chetwynd, fut désigné pour trouver une solution. Il constata que l'entreprise fonctionnait à partir de plusieurs endroits différents. D'abord, le conseil ferma l'usine de Crayford, Kent, transférant toute la fabrication à Birmingham et abandonna la production de véhicules utilitaires et de taxis, dont un grand nombre, plus de 500, avaient été réalisés, y compris un taxi de 10 cv fabriqué en 1908 et vendu à un certain  Mr WR Morris de Holywell Street à Oxford, qui tenait un garage là-bas et s'occupait d'automobiles ainsi que de vélos. Ensuite, le siège de Londres a suivi. Après quelques discussions animées, Siddeley a démissionné au printemps 1909 et Rothschild s'en est allé aussi. Ernest Hopwood fut nommé directeur général en août 1909. Siddeley partit gérer Deasy Motor Company où il fit une carrière commerciale notable.

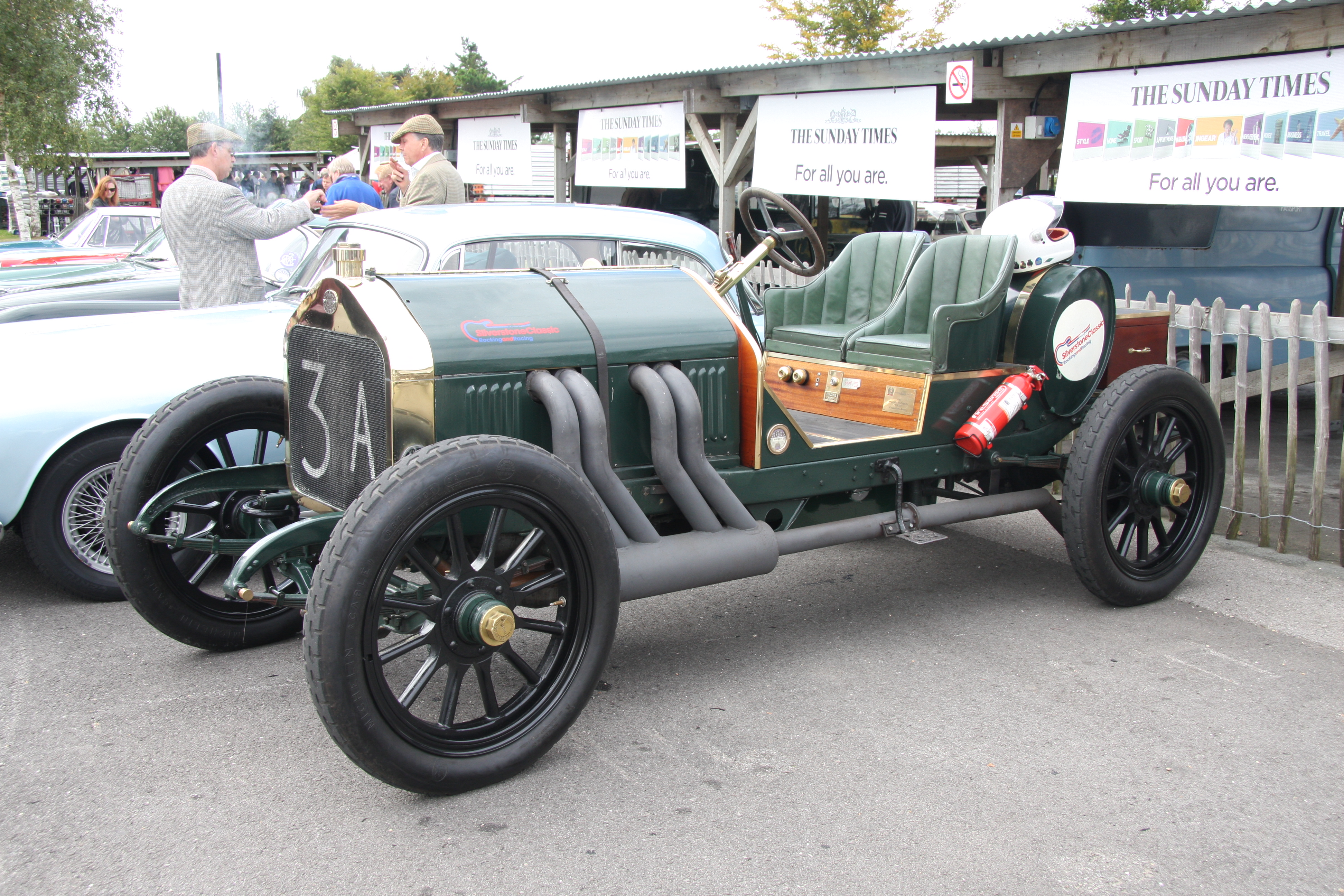
Wolsit racer 1907

#### Wolseley Italy ou Wolsit
La société Wolsit Officine Legnanesi Autmobili fut fondée en 1907 par les frères Macchi et la Bank of Legnano pour construire des voitures Wolseley sous licence à Legnano, à environ 18 kilomètres au north-ouest de Milan. Une entreprise similaire, Fial, y avait débuté un an auparavant mais fit faillite en 1908. La production des automobiles Wolsit se termina en 1909, l'entreprise passant exclusivement à la fabrication de bicyclettes de luxe. Emilio Bozzi fabriqua la Ciclomotore Wolsit entre 1910 et 1914. Une équipe de voitures Wolsit participa à quelques courses en 1907.
La gamme Wolseley en 1909:
- 12/16 hp[4]
- 16/20 hp
- 20/24 hp
- 24/30 hp

- 30/34 hp
- 40 hp
- 40/50 hp
- 60 hp

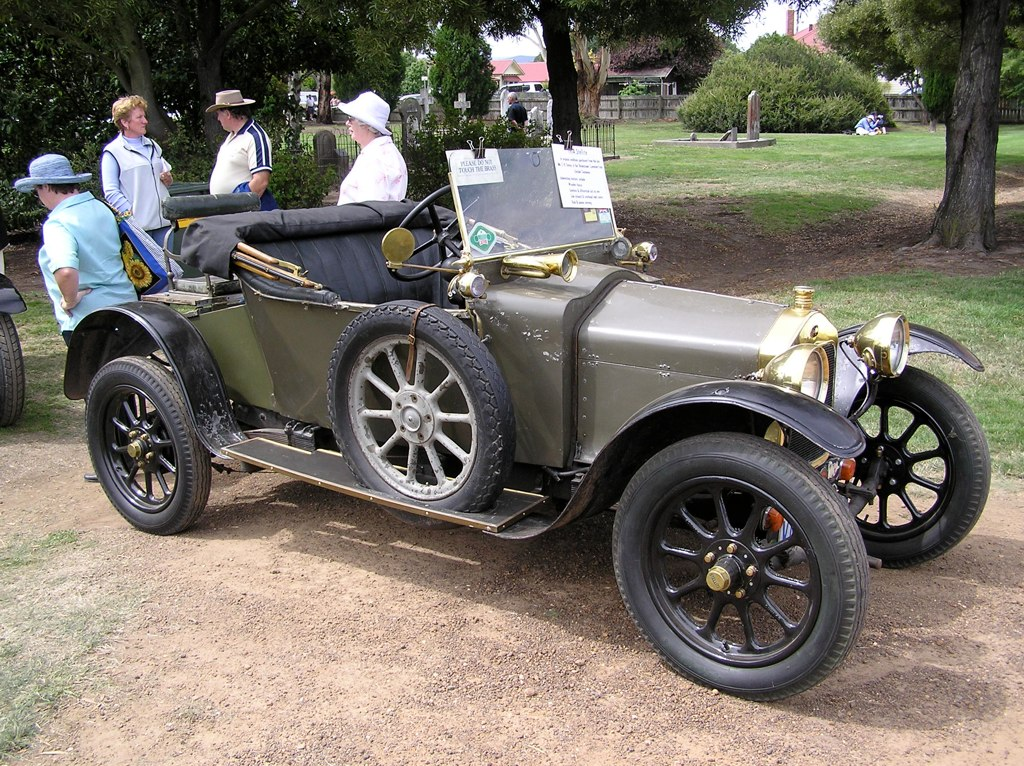
Stellite, une gamme bon marché séparée, créée par Wolseley en 1914

Après 1911, le nom des voitures redevint uniquement Wolseley.
Les recommandations de Chetwynd menèrent rapidement les affaires de Wolseley à renouer avec les profits et à connaître une rapide expansion. L'usine de Adderley Park fut largement agrandie en 1912. Les extensions furent inaugurées en 1914, sans qu'il y eut assez de place pour fabriquer les nouveaux modèles Stellite, qui furent fabriqués et mis sur le marché par une autre filiale Vickers, Electric and Ordnance Accessories Company Limited.

#### Machines-outils, bus, engins sur rail, etc
Wolseley n'était pas encore aussi spécialisé dans ses fabrications que les membres de l'industrie automobile naissante allaient devenir. Pour les membres du groupe Vickers, il y avait des ingénieurs généraux qui géraient les demandes des filiales, ce qui amena Wolseley à construire des bus à impériale pour Birmingham Corporation. Ils furent également impliqués dans d'autres fabrications spéciales, comme du matériel d'éclairage électrique ou des moteurs de bateaux, autres industries naissantes de l'époque, offrant au catalogue de moteurs des tailles allant de 12 cv à 250 cv, complets avec boîte de vitesses. La fabrication de véhicules de lutte contre l'incendie et de véhicules spéciaux commandés par le Ministère de la Guerre faisaient tout naturellement partie des activités d'une filiale d'une firme d'armements majeure. Comme il convient à une entreprise ayant le mot outil dans son nom, ils construisirent des machines-outils parmi lesquelles des tours à tourelle et des foreuses horizontales, principalement pour leur propre usage ou pour les filiales du groupe. Des moteurs très volumineux ont été fabriqués pour motoriser les autorails fabriqués pour le chemin de fer Delaware and Hudson avec un système essence-électricité.

#### Moteurs Marine et Aéro

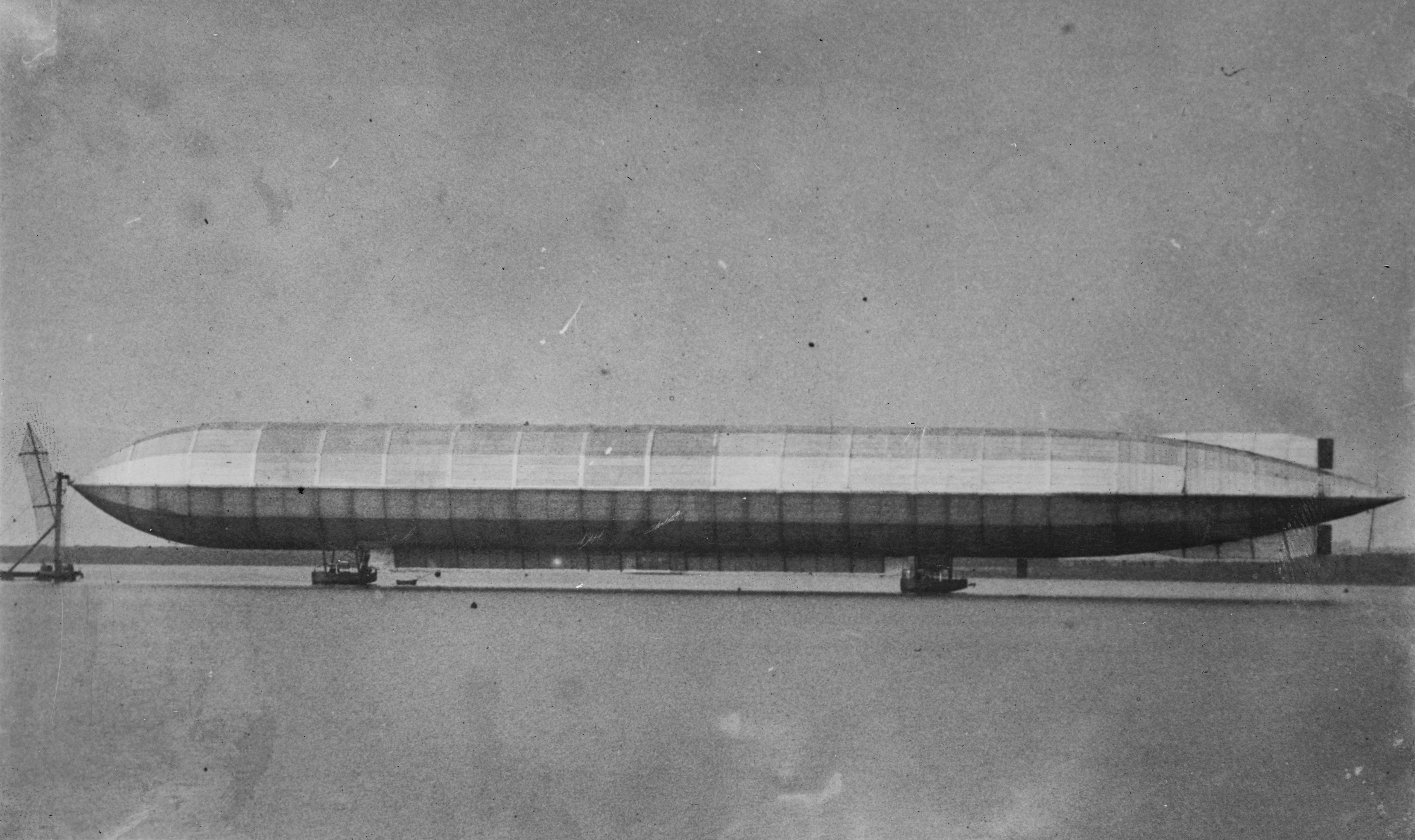
HMA No. 1 Mayfly à l'amarrage, Barrow-in-Furness en septembre 1911

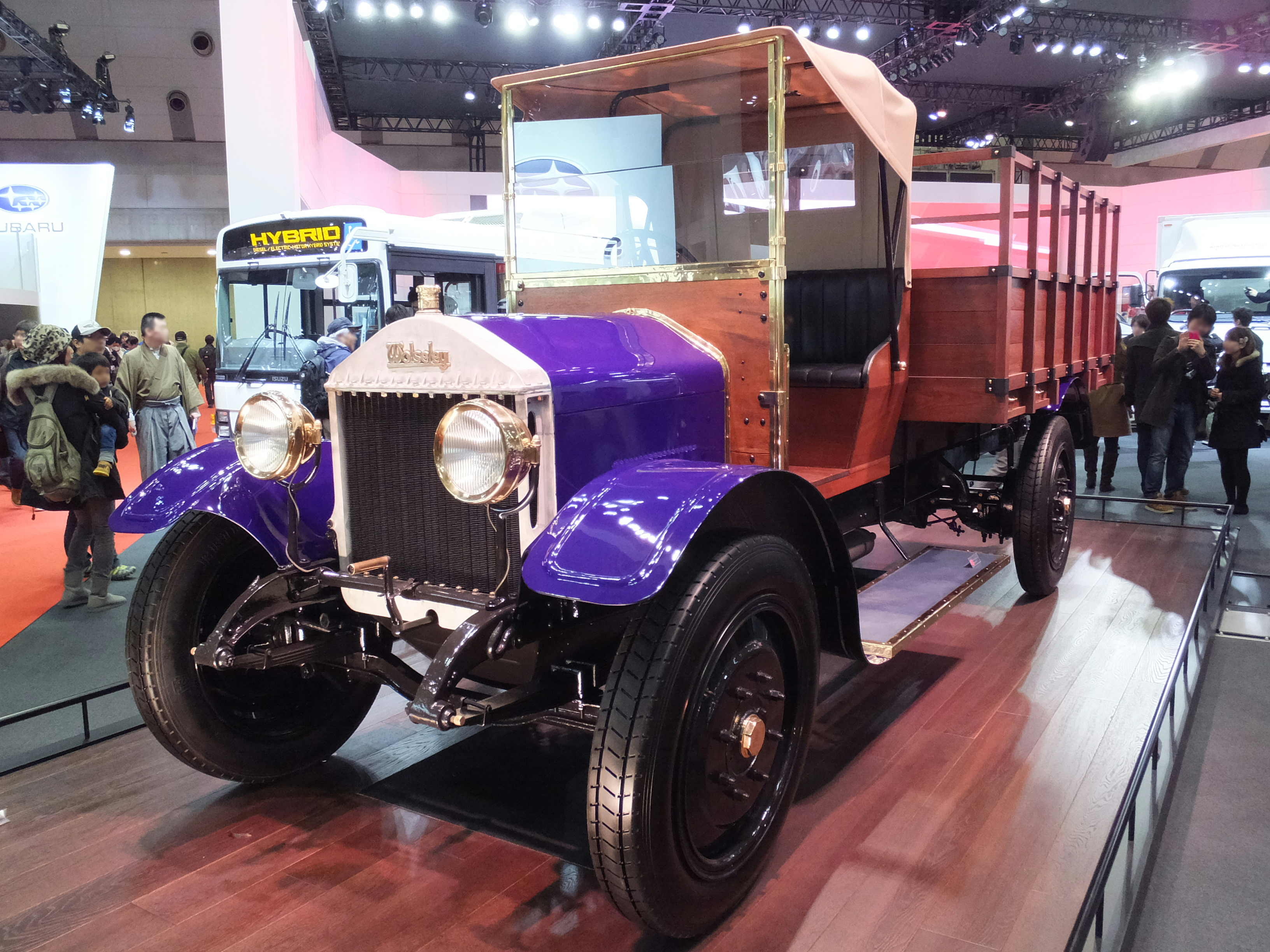
Camion d'1½-tonne

Alors que Wolseley fournissait d'abord des moteurs de lancement fabriqués par Teddington Launch Works, ils fabriquèrent par la suite de petits bateaux fluviaux et des bateaux légers. La demande de plus grands moteurs de bateaux croissait. Il n'était pas rare d'accepter des commandes pour des yachts de 70 pieds (20 mètres), des bateaux de course et des ferry pour plus de cinquante passagers. Ils furent fabriqués par S E Saunders Limited à Cowes, sur l'Île de Wight. Des moteurs spéciaux furent fabriqués pour des embarcations de sauvetage. En 1906, des moteurs horizontaux à seize cylindres à rotation lente furent conçus et construits pour des sous-marins Britanniques. Des moteurs V8 de haute efficacité furent fabriques pour des hydravions, ainsi que des moteurs à huit cylindres en ligne pouvant utiliser de la paraffine ou du pétrole. Comme le poids était un critère majeur, ces moteurs étaient d'une technologie avancée. Le dirigeable Mayfly fut équipé de moteurs Wolseley.
Ferdinand de Baeder (1865–1944), un pilote belge porteur du certificat de pilotage no 107, gagna le Prix des Pilotes, le Prix des Arts et Métiers, la Coupe Archdeacon et le Prix Capitaine Berger à Châlons-en-Champagne sur son biplan Voisin équipé d'un moteur Wolseley le 30 décembre 1909. À l'été 1910 Wolseley livrait les moteurs d'aviation refroidis par eau suivants::

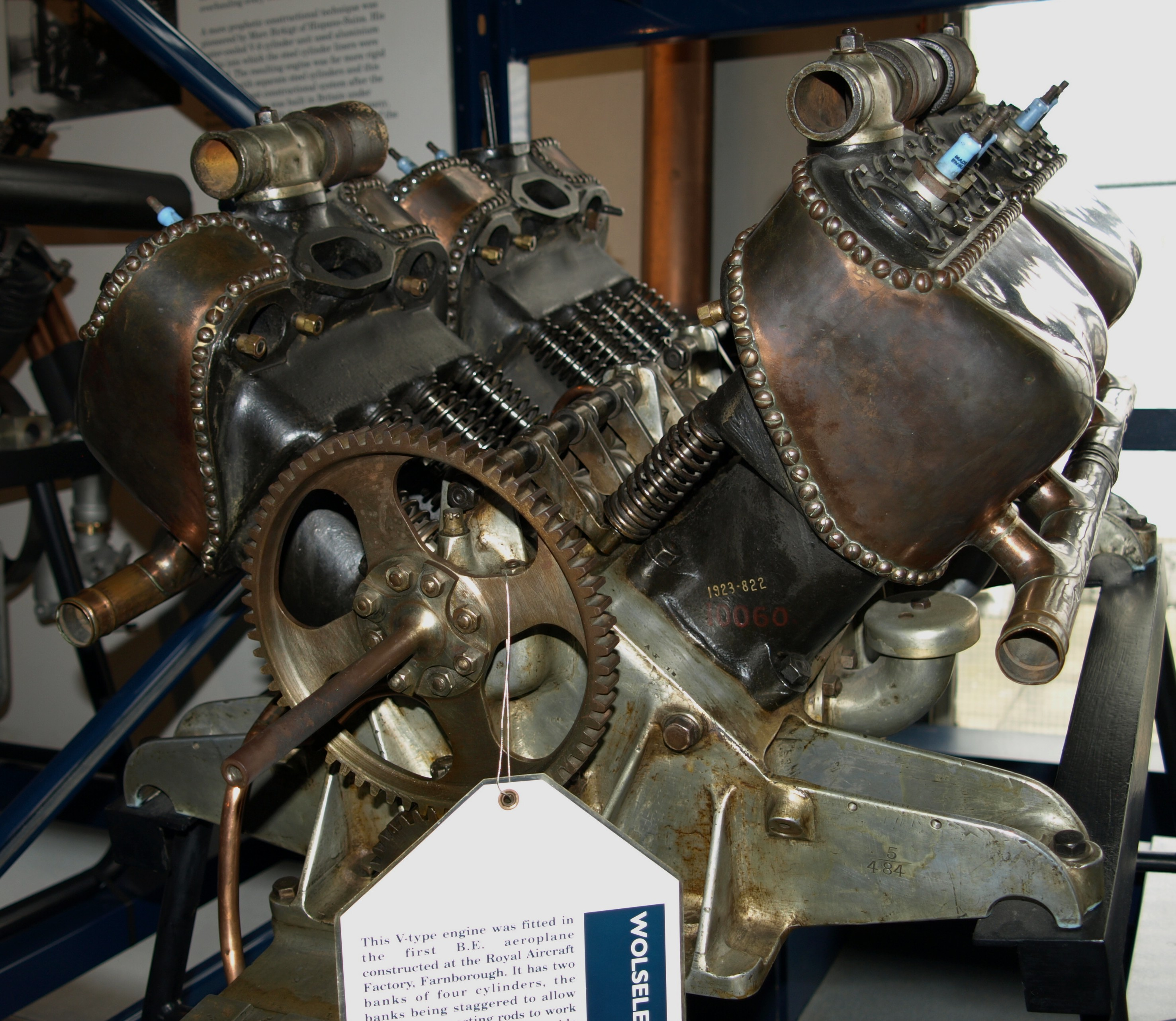
Moteur aéro V8 de 60 cv, 1910

- 30 hp 4-cylindres, alésage et course: 3¾ x 5½ inches, cylindrée de 5,85 litres
- 60 hp V8, alésage et course: 3¾ x 5½ inches, cylindrée de 11,7 litres.
- Une version de 120 cv suivit rapidement[1].

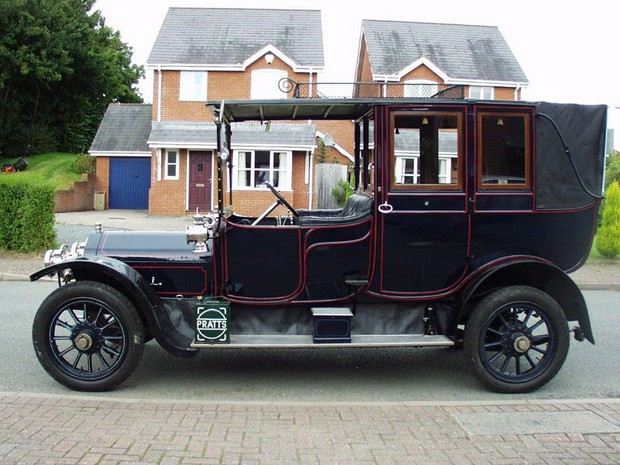
16-20 cv de 1912
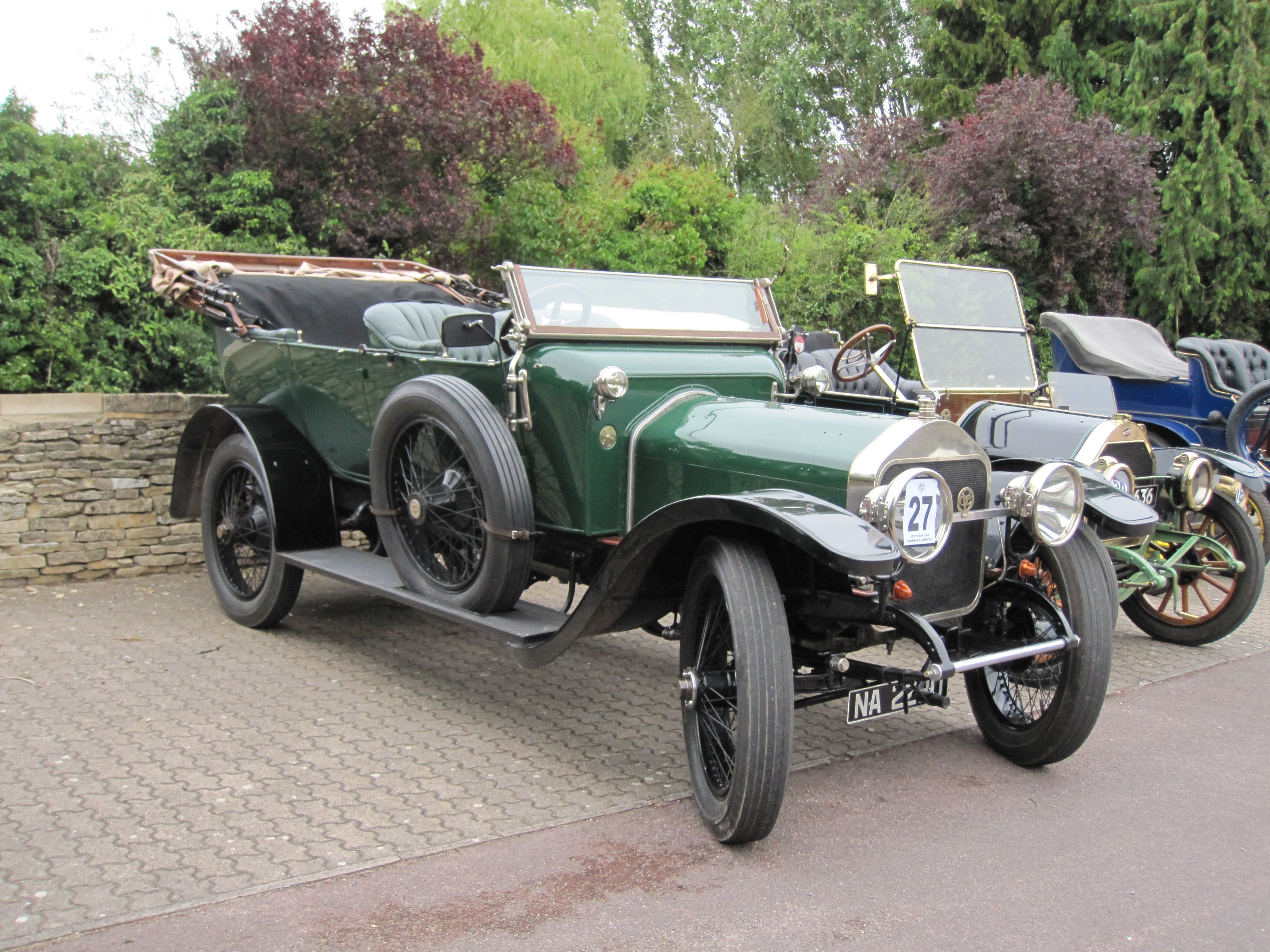
24-30 Coloniale de 1912
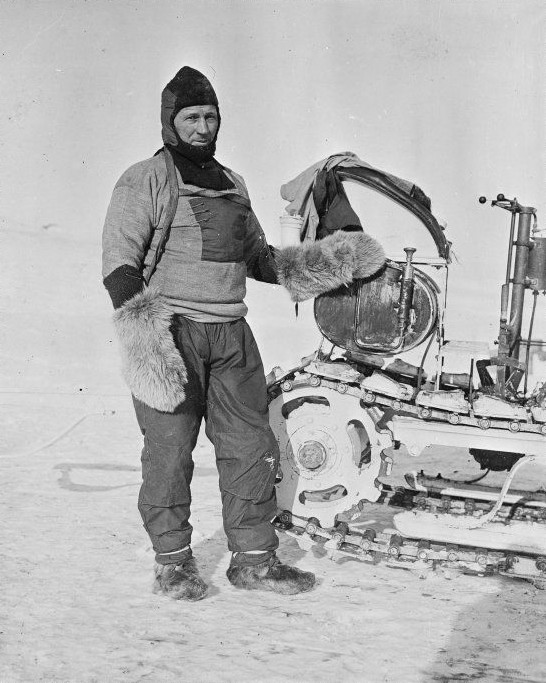
William Lashly en novembre 1911, debout devant un traîneau à moteur Wolseley lors de l'expédition britannique en Antarctique de 1911-1913
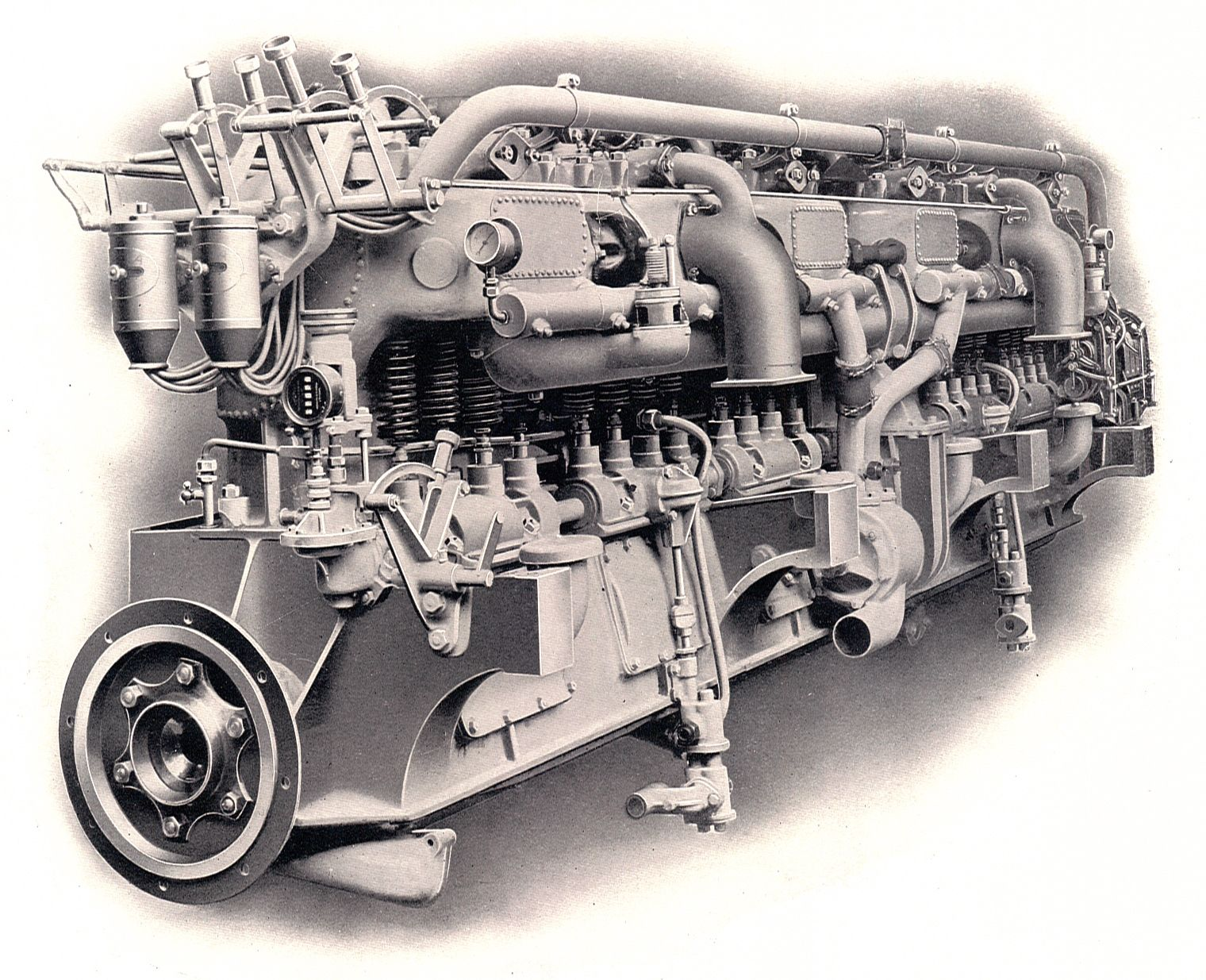
Moteur de marine 12-cylindres de 360 cv.

Des tracteurs à chenilles furent conçus et livrés à Robert Falcon Scott pour sa seconde expédition (malheureuse) en Antarctique. Des commandes pour la Deutsche Antarktische Expedition furent également honorées.
En 1914, on livra à l'avocat Russe Comte Peter Schilowsky une voiture à deux roues stabilisée par gyroscope, pour usage sur voies étroites en temps de guerre .

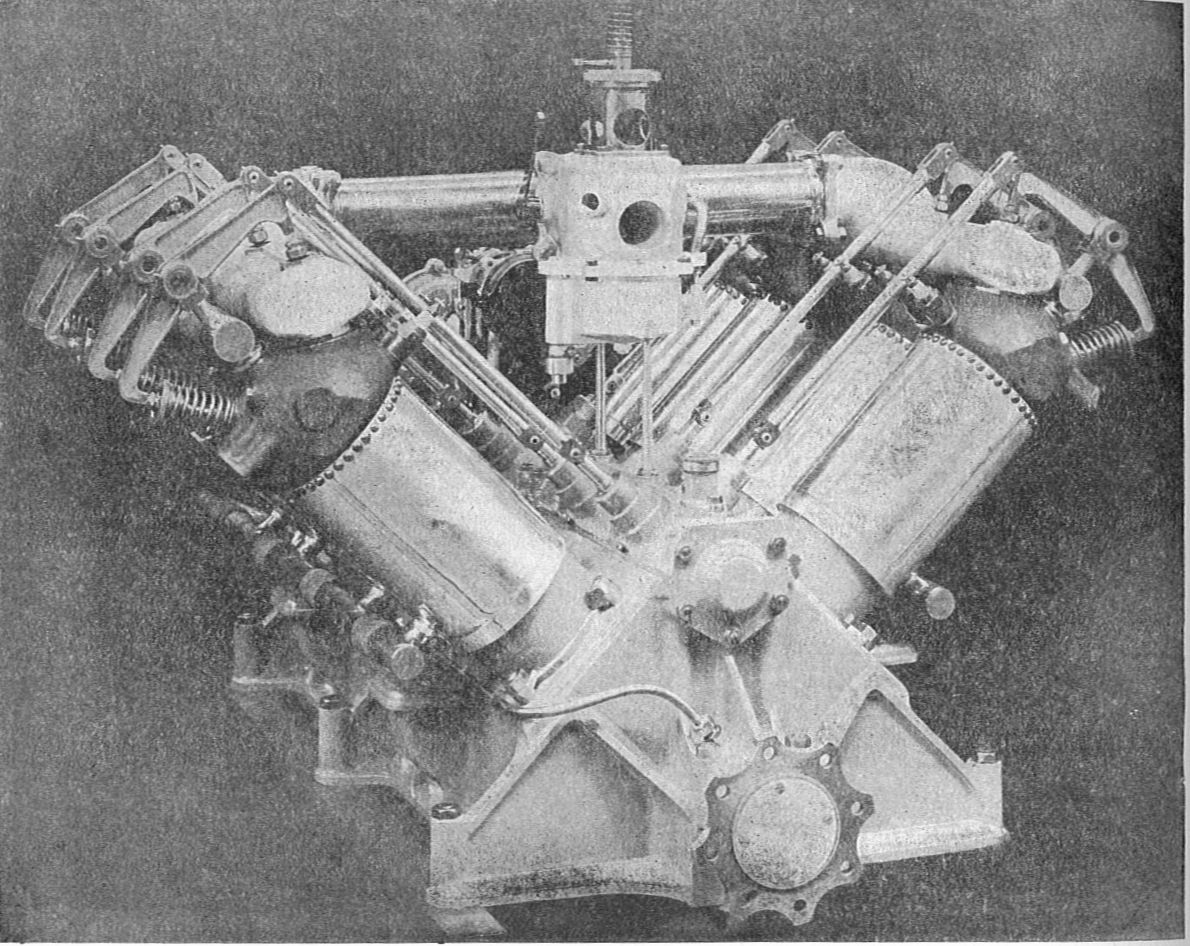
Moteur Aéro V8 de 120 cv Wolseley de 1910

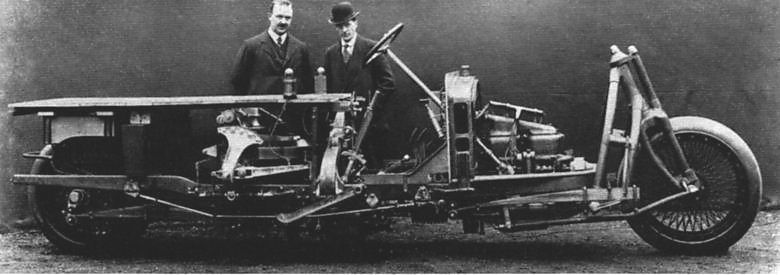
La gyrocar de Schilowsky

#### Véhicules Commerciaux
À partir de 1912, des camions et autres véhicules commerciaux furent livrés. Jusqu'à la déclaration de la guerre de 1914, Wolseley proposait six types de véhicules commerciaux allant de la camionnette de douze quintaux (600 kg) au camion de cinq tonnes à moteur 40 cv.

### 1914: Wolseley Motors Limited
En 1913, Wolseley était le plus grand fabricant de voitures de Grande-Bretagne, vendant plus de 3000 voitures. L'entreprise fut renommée Wolseley Motors Limited en 1914. 
Elle commença également à travailler à Montréal et Toronto sous ce nom, qui devint British and American Motors après la première guerre mondiale. En janvier 1914, le président Sir Vincent Caillard annonça aux actionnaires qu'ils possédaient probablement le plus grand constructeur automobile du pays et que la surface des usines dépassait maintenant 17 acres, soit 6,9 ha.

## Première Guerre Mondiale

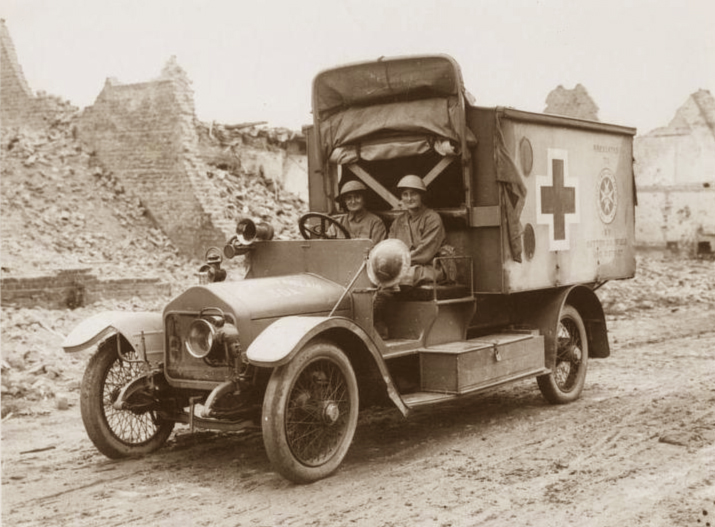
L'ambulance Wolseley de
"The Madonnas of Pervyse"

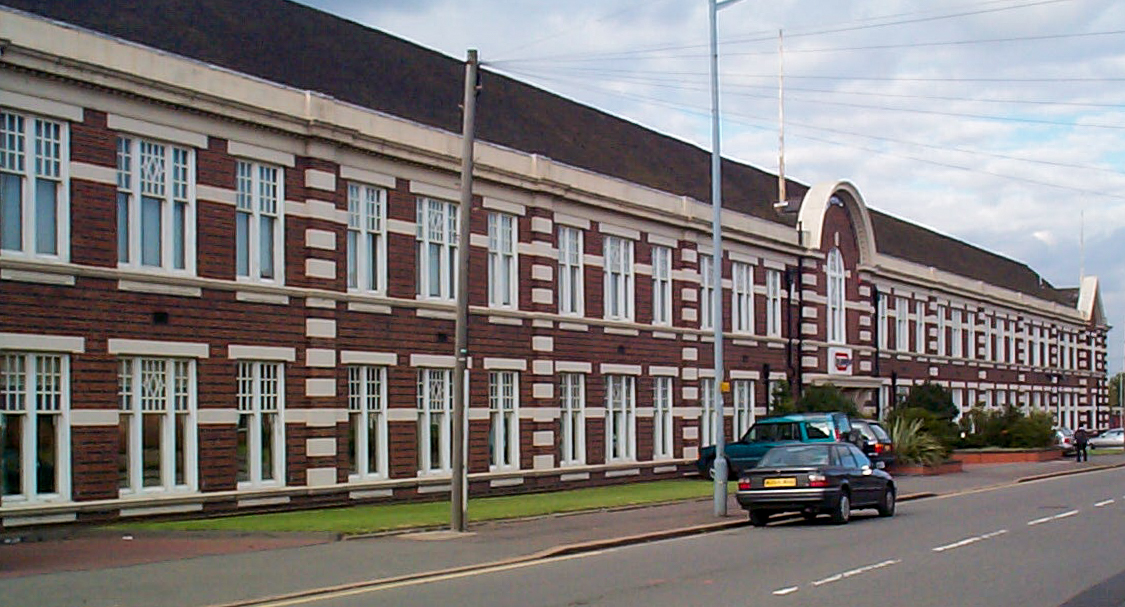
Usines Wolseley, Ward End

Le plus grand fabricant de voitures du pays entama le temps de guerre en fournissant par contrat des voitures d'état-major et des ambulances. Le gouvernement indiqua rapidement que les usines pourraient être mieux employées pour des fournitures plus urgentes. Après la guerre, le président Sir Vincent Caillard annonça que Wolseley avait fourni (les quantités sont approximatives) :
- 3.600 voitures et camions, comprenant l'équivalent en pièces détachées
- 4.900 moteurs aéronautiques comprenant l'équivalent en pièces détachées
- 760 aéroplanes
- 600 jeux d'ailes et queues d'aéroplane de rechange
- 6.000 hélices d'aéroplanes de différents types
- Entraînements de direction de tir pour 27 cuirassés, 56 croiseurs et 160 chefs de flottille et destroyers
- 1.200 montages de canons navals
- 10 mécanismes de transmission pour avions rigides
- 2.650.000 obus de 18 livres  (neuf kilos)
- 300.000 mortiers Stokes[13]

Les moteurs aéro produits en temps de guerre comprennent:
- des Renault type Vee à 8 et 12 cylindres
- moteur "Maybach" six-cylindres à refroidissement à eau de 180 cv développé à partir d'un moteur Maybach de Zeppelin
- Le moteur radial Dragonfly neuf cylindres à refroidissement à air
- Le moteur radial Boucier quatorze cylindres à refroidissement à air
- Le v8 créé par Hispano nommé Viper. En 1918, 60 de ces moteurs étaient produits chaque semaine
- Moteurs d'avion pour l'amirauté britannique[1]

L'ambulance développée et employée par la Scottish Horse Mounted Brigade, créée par le Colonel H. Wade en 1914, qui était équipée d'une table d'opération, de matériel de stérilisation, d'un ensemble complet de matériel de chirurgie, des stérilisateurs, un ensemble complet d'instruments et d'équipements chirurgicaux, des filets, des câbles, des haches et l'éclairage électrique sur un châssis Wolseley. Ces véhicules furent employés à Sulva pendant la Bataille des Dardanelles, dans le désert libyen (durant la Campagne d'Afrique du Nord) et à Kantara en Egypte, avant d'être rattachés au unités opérationnelles du Desert Mounted Corps en 1917. Ils prirent enfin part à l'Offensive de Palestine du Sud, qui culmina avec la Bataille de Jérusalem.
Wolseley commença en 1918 une association à Tokyo avec Ishikawajiama Ship Building and Engineering. La première voiture Wolseley fabriquée au Japon sortit de la chaîne d'assemblage en 1922. Après la Seconde Guerre mondiale, la filiale japonaise fut réorganisée et nommée Isuzu Motors en 1949.

## Expansion d'après-guerre

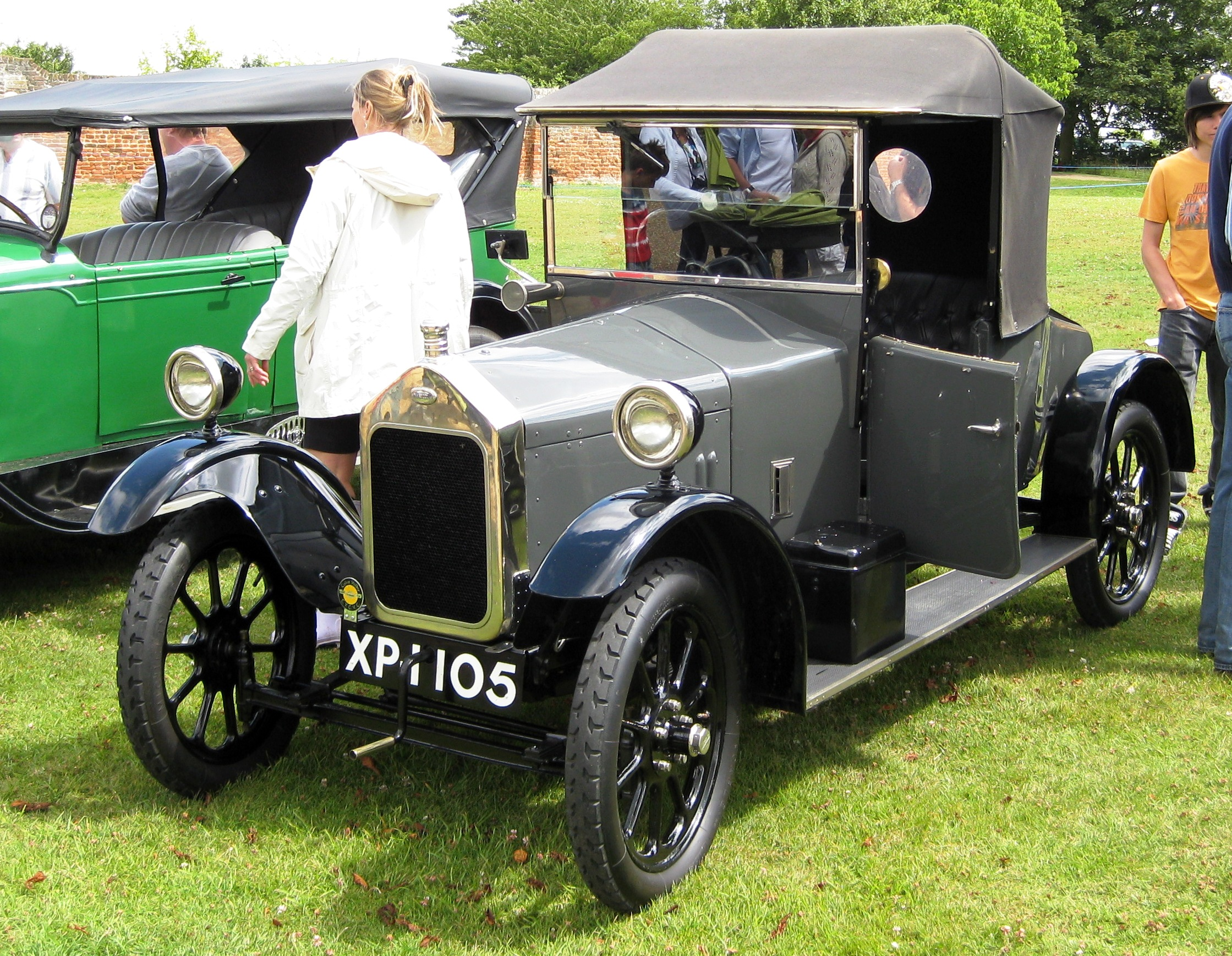
Wolseley Ten de 1923
une Stellite d'après-guerre

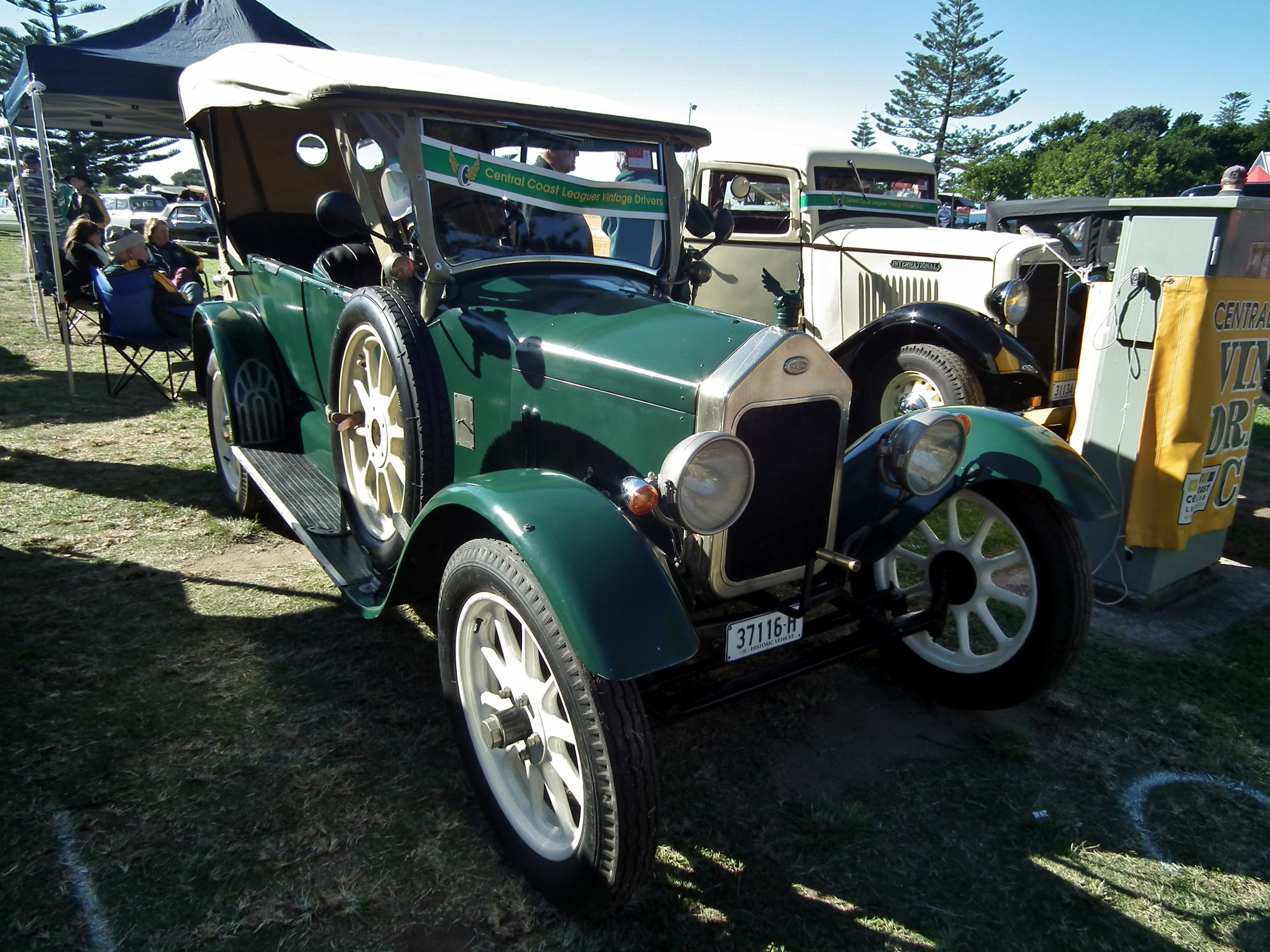
Randonneuse 15 de 1923

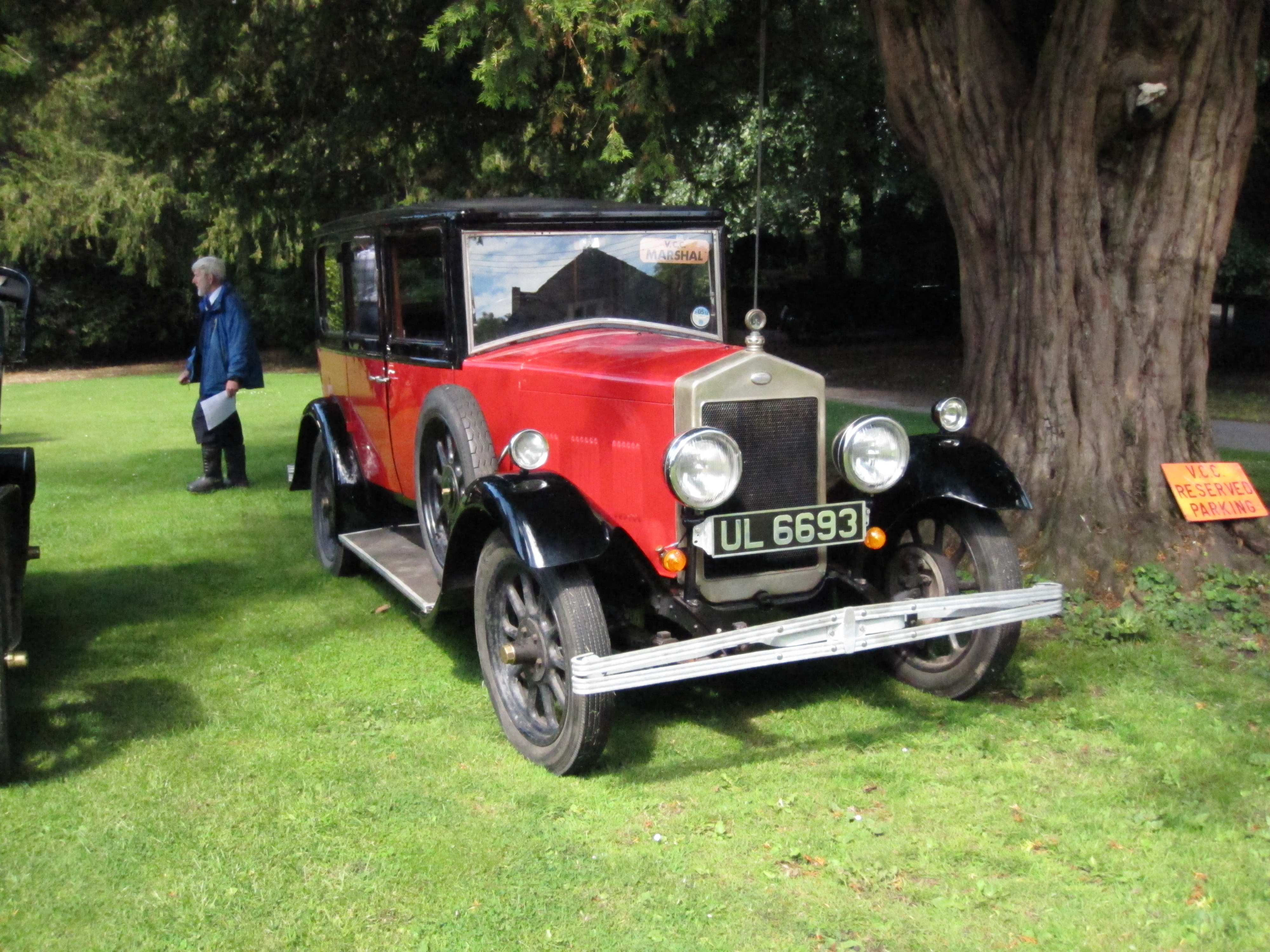
La berline six-cylindres de 2 litres 16–45 à six vitres latérales admirée par W R Morris

Thomas Vickers décéda en 1915 et Albert Vickers en 1919, à plus de quatre-vingt ans. Les capacités de production de Wolseley s'étaient rapidement développées et étendues pendant la guerre. Immédiatement après la guerre, les directeurs de Vickers décidèrent de fabriquer des automobiles en grande quantité à des prix compétitifs. Le demande était forte. Ils empruntèrent des capitaux, rachetèrent l'ensemble du site de Ward End et étendirent les usines Wolseley. Vickers décida également de rassembler leurs intérêts de production d'automobiles en une seule entité. Wolseley acheta donc au groupe Vickers: Electric and Ordnance Accessories Company Limited, the Motor-Car (Stellite Car) Ordnance Department et the Timken Bearing Department' annoncèrent que le programme automobile futur de Wolseley serait:
1. voiture de tourisme quatre-cylindres deux ou trois places 10 cv basée sur la voiture Stellite créée par Wolseley
2. voiture de tourisme quatre-cylindres à quatre places de 15 cv
3. Châssis roulant six-cylindres de 20 cv destiné à être équipé d'une grande variété des meilleures carrosseries
Des exemples de ces modèles furent exposés au salon de l'automobile de l'Olympia en novembre 1919.
Les moteurs de 10cv et 15 cv ressemblaient fort aux moteurs aéro Hispano à arbre à cames en tête qu'ils produisirent pendant la guerre. Le public considéra que la 15 cv était "trop innovante" et une nouvelle 14 cv fut rapidement créée pour combler la gamme.

## Une Faillite Spectaculaire

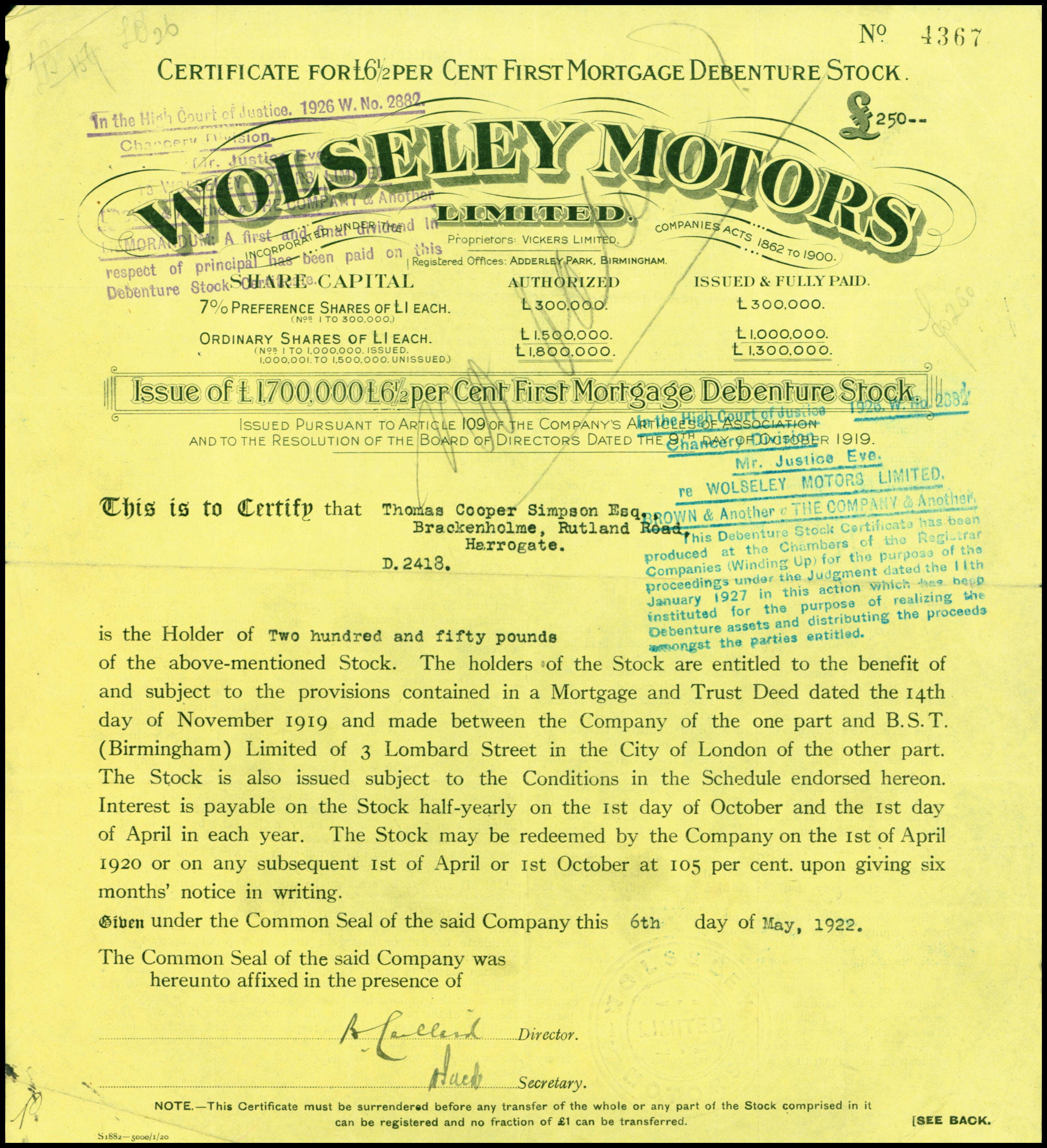
Certificat d'actions Debenture émis le 6 mai 1922 pour Wolseley Motors Ltd

Wolseley reprit l'usine de munitions Vickers de Ward End, Birmingham en 1919 et acheta un site pour un nouveau showroom et des bureaux dans la prestigieuse avenue Piccadilly à Londres, à côté de l'Hôtel Ritz. Plus de 250 000 £ furent dépensés pour un magnifique nouveau building, le Wolseley House. Cela représentait plus du double des bénéfices de 1919, alors que les juteux contrats gouvernementaux avaient encore cours. Ce contrats se terminèrent. Le gouvernement appliqua ensuite une nouvelle taxe sur les « bénéfices de guerre excessifs ». Il y eut en plus une grève des mouleurs entre décembre 1919 et avril 1920, mais malgré cela, il fut décidé de continuer à fabriquer d'autres pièces. Ensuite, une baisse rapide et sévère du commerce général a atteint un sommet en juillet 1920 et presque toutes les commandes que Wolseley avait dans son carnet furent annulées. En 1920, Wolseley enregistra une perte de 83 000 livres sterling. Les pertes furent encore plus importantes les deux années suivantes. Puis, en octobre 1922, W R Morris surprit toute l'industrie automobile par une réduction de prix substantielle de ses voitures. En 1924, les pertes de Wolseley atteignirent 364 000 £.
Ernest Hopwood avait été nommé directeur général en août 1909 à la suite du départ de Siddeley. Il démissionna à la fin de 1919 pour raisons de santé. Arthur John McCormack, directeur adjoint d'Hopwood depuis 1911 démissionna en novembre 1923 et fut remplacé par un comité de direction. Subséquemment, vers la fin octobre, il fut révélé que l'entreprise était en faillite "à hauteur de deux millions de livres" et Sir Gilbert Garnsey et T W Horton furent nommés curateurs et directeurs. Ce fut décrit comme "une des plus spectaculaires faillites de l'histoire de l'industrie automobile",,.

## Morris

### W R Morris

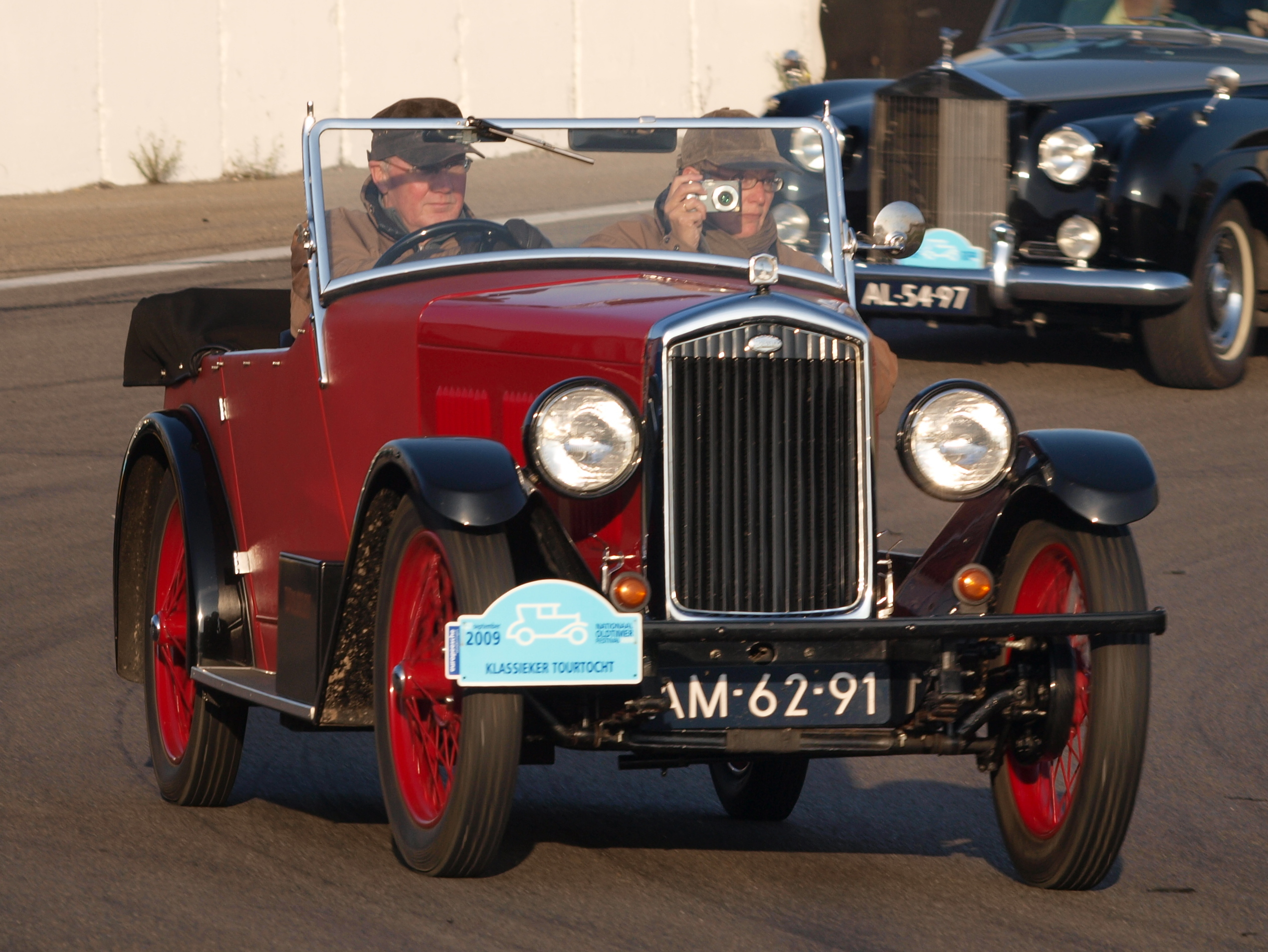
Hornet 1¼-litre, deux-places ouverte de 1931
à l'origine un développement à six cylindres des plans de Wolsley pour la Morris Minor

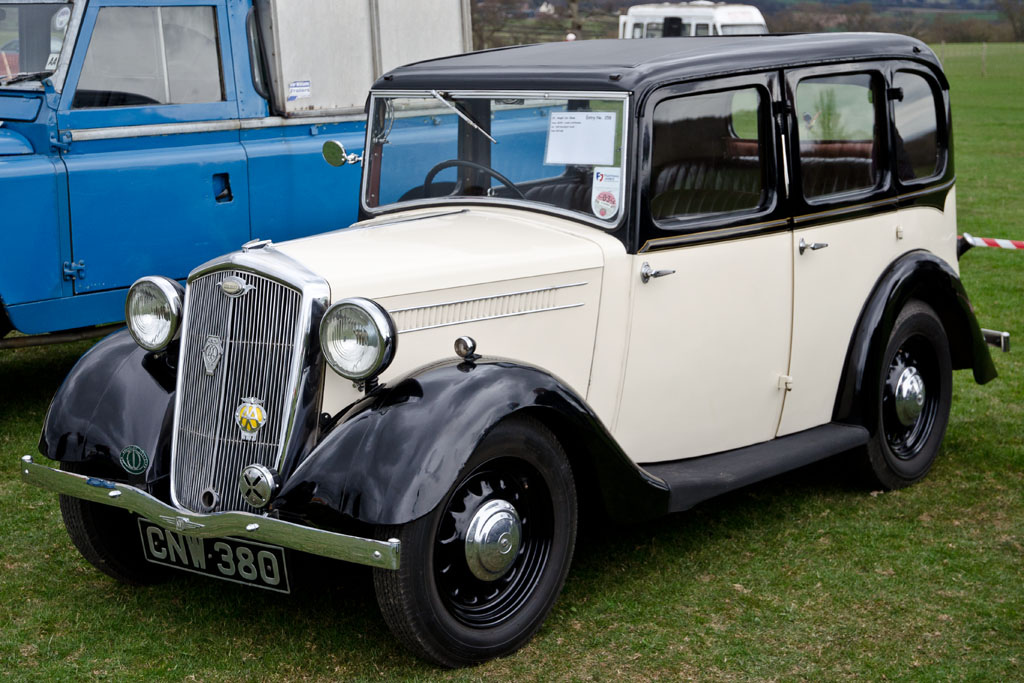
Wasp 1069 cm3 de 1935

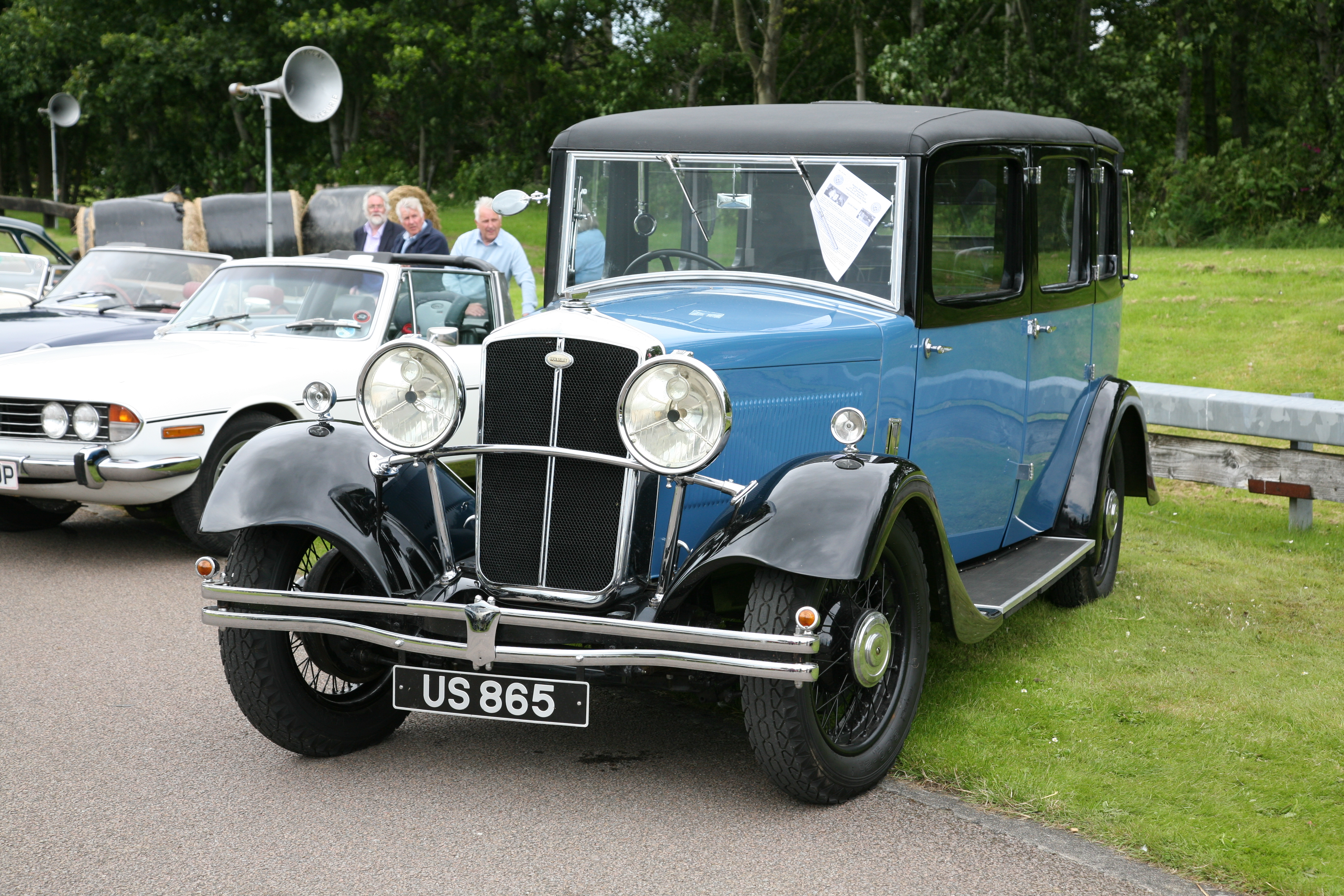
Landaulette 21–60 de 2.7-litres, 1933.

Lorsque Wolseley fut mise aux enchères par les récepteurs en février 1927, l'entreprise fut rachetée par William Morris, futur Vicomte Nuffield pour 730 000 livres sterling sur ses économies propres. Il est probable que cet achat fut fait pour empêcher General Motors, qui racheta ensuite Vauxhall.
Un autre enchérisseur que General Motors fut Austin Motor Company. Il fut dit que Herbert Austin, fondateur de Wolseley, fut particulièrement perturbé de ne pas avoir pu l'acheter. Mais Morris avait acquis un des premiers taxis Wolseley, et son réseau de revendeurs Morris Garages étaient des agents Wolseley à Oxford.
Morris avait sans succès tenté de produire une 6-cylindre. Il voulait toujours que sa gamme inclue une six-cylindres. Le moteur deux litres six-cylindres  16–45, qui fut le dernier développement du Wolseley 15 d'après guerre, "lui fit une grosse impression".
Morris créa une nouvelle entreprise, la Wolseley Motors (1927) Limited. Il lui fut par après permis de retirer le « (1927) ». Il rassembla sa production à l'usine de Ward End à Birmingham. Il revendit de grandes portions devenues inutiles de l'usine Wolseley d'Adderley Park ainsi que l'entièreté de son usine de Soho et déménagea Morris Commercial Cars de Soho dans ce qui restait d'Adderley Park.
Vickers avait décidé en 1919 que Wolseley devrait construire des voitures relativement bon marché en grandes quantités, ce qui ne semblait pas la bonne stratégie. Morris changea de direction avant que la marque Wolseley ne perde toute sa réputation de voitures de luxe. Après de longues discussions et un rééquipement de l'usine, il fut en mesure de continuer la 2-litres six-cylindres 16–45 Silent Six et introduisit une version quatre-cylindres nommée 12–32. Une huit-cylindres fut ensuite mise sur le marché et nommée 21–60. En septembre 1928 une six-cylindres 21–60 fut annoncée. Destinée principalement aux marchés d'exportation, elle fut nommée Wolseley Messenger. Elle fut produite jusqu'en 1935. La Messenger était connue pour sa constitution robuste. Un profond châssis sectionnel atteignait la largeur totale de la carrosserie en fournissant le seuil entre les marche-pieds et la carrosserie tout-acier, dont le prototype fut le premier au Royaume-Uni à disposer de côtés emboutis d'une pièce.
Tous les moteurs Wolseley d'après guerre étaient du type simple arbre à cames en tête, l'arbre à cames étant actionné par une tringle reliée au vilebrequin. La huit-cylindres 21–60 avait cette tringle située au milieu du moteur, et l'arbre à cames et le vilebrequin étaient divisés à leur centre. Le plus petit moteur de 847 cm3 avait été créé et fabrique pour la nouvelle Minor à Ward End avec l'arbre à cames et la dynamo entraînés par des engrenages coniques en spirale. Mais il était assez cher à construire et enclin à des fuites d'huile, et son dessin fut modifié en plus conventionnel à soupapes latérales et mis en production pour les véhicules Morris en 1932. En même temps, Wolseley étendit son dessin original à six-cylindres. Le moteur six-cylindres à simple arbre à cames en tête annoncé en septembre 1930 propulsa la Wolseley Hornet et plusieurs fameux modèles MG. Ce petit six-cylindres continua à évoluer, se fit en trois cylindrées différentes, et l'entraînement de l'arbre à cames évolua de l'axe de la dynamo jusqu'à la chaîne à tenseur automatique.

### Morris Motors Limited
William Morris transféra sa propriété personnelle de Wolseley à Morris Motors Limited au premier juillet 1935 et tous les modèles Wolseley furent rapidement badgés Morris.
|  |  |  |

Wolseley rejoignit Morris, MG et ensuite Riley/Autovia dans la Morris Organisation, renommée Nuffield Organization par après.

## Après la Seconde Guerre mondiale

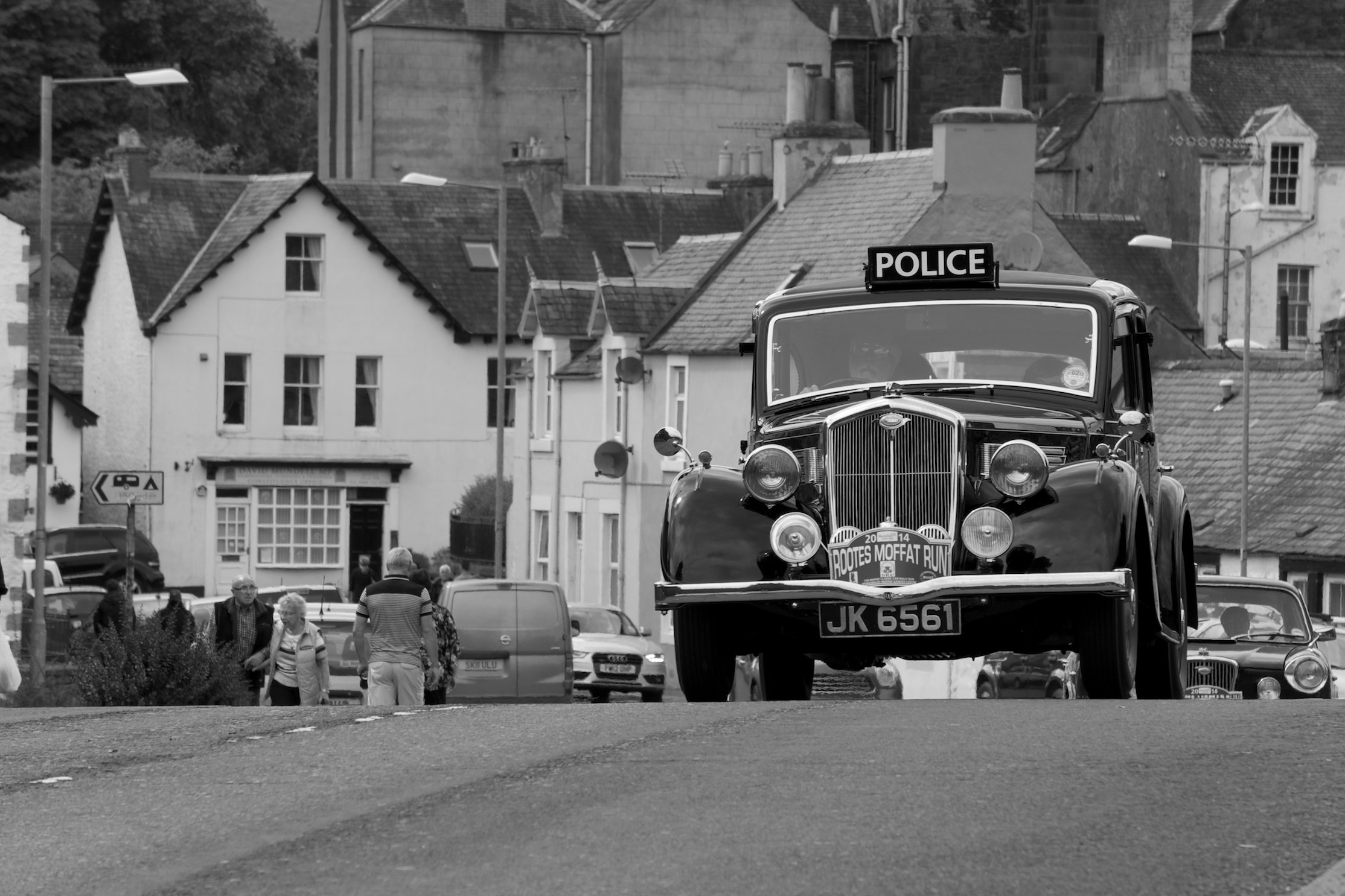
Voiture de police 14–56
datant de mars 1937, modèle Morris Fourteen Six

Après la Seconde Guerre mondiale, Wolseley quitta Adderley Park et les productions respectives de Morris et Wolseley furent regroupées à Cowley. Les premières Wolseley d'après-guerre, les fort semblables 4/50 et 6/80 à moteur Wolseley à arbre à cames en tête, prenaient pour base les Morris Oxford MO et Morris Six MS et arboraient une calandre Wolseley. La 6/80, avec sa présentation prestigieuse, son niveau d'équipement et son moteur bien plus puissant que celui de la Morris, était le fleuron de la marque. La voiture, au comportement bien équilibré, jouissait d'une excellente tenue de route pour l'époque. La police britannique l'utilisa d'ailleurs jusqu'à la fin des années 1960.

### BMC
(Attention, texte issu d'une traduction littérale de l'article en anglais et bourré d'anglicismes)
Après la fusion d'Austin et Morris qui créa la British Motor Corporation (BMC), les Wolseley partagèrent avec MG et Riley des châssis et carrosseries communes, les 4/44 (par après la 15/50) et la 6/90, qui étaient très proches de la MG Magnette ZA/ZB et de la Riley Pathfinder/Two-point-Six respectivement.
En 1957, la Wolseley 1500 fut basée sur la successeur de la Morris Minor, partageant la carrosserie avec la Riley One-Point-Five. L'année suivante, la Wolseley 15/60 entama la nouvelle ligne de berlines moyennes créée par Pinin Farina. Elle fut suivie de véhicules similaires portant cinq maques cette année-là.
La Wolseley Hornet était basée sur la Mini, avec une carrosserie munie d'un coffre saillant, partagée avec Riley comme la Elf. La 1500 fut remplacée par la Wolseley 1100 (BMC ADO16) en 1965, qui devint la Wolseley 1300 deux ans plus tard. Finalement, une version de l'Austin 1800 fut lancée en 1967 comme Wolseley 18/85.

### British Leyland
Après la fusion de BMC et Leyland pour former British Leyland en 1969, la marque Riley, qui faisait double-emploi avec Wolseley depuis longtemps, fut retirée. La marque Wolseley continua, fortement diminuée, avec la Wolseley Six de 1972, une variante de l'Austin 2200, elle-même une version six-cylindres de l'Austin 1800. Elle fut finalement arrêtée juste trois années plus tard en faveur de la variante Wolseley de la berline angulaire 18–22, qui ne reçut jamais de nom de modèle et était simplement badgée "Wolseley", et vendue seulement pendant sept mois avant d'être renommée Princess. Ce dernier changement fit disparaître la marque après 74 ans.
Jusqu'en 2012, la marque Wolseley est détenue par Shanghai Automotive Industry Corporation, ayant été acquise par sa filiale Nanjing Automobile à la suite de la rupture du groupe MG Rover. La Wolseley Sheep Shearing Machinery Company qui s'occupait initialement de machines de tonte de moutons, continua son activité et s'appelle maintenant Wolseley plc.

### Liste des modèles Wolseley des années 1920 et 1930
- Quatre-cylindres
  - 1919–1923 Wolseley Seven
  - 1919–1924 Wolseley Ten
  - 1919–1924 Wolseley Fifteen
  - 1922–1924 Wolseley Fourteen
  - 1924–1928 Wolseley 11/22
  - 1924–1927 Wolseley 16/35
  - 1929–1930 Wolseley 12/32
  - 1934–1935 Wolseley Nine
  - 1935–1936 Wolseley Wasp
  - 1936–1937 Wolseley 10/40
  - 1936–1939 Wolseley 12/48
  - 1939-1939 Wolseley Ten
- Six-cylindres
  - 1919–1924 Wolseley Twenty
  - 1922–1924 Wolseley 24/30
  - 1924–1927 Wolseley 24/55

La Six, deux-places ouverte, 1904

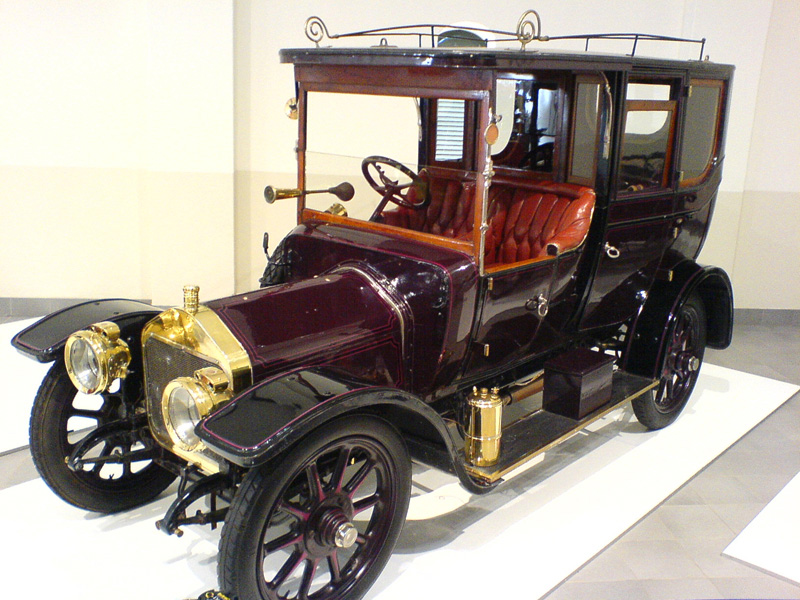
La Limousine 12/16 de 1910

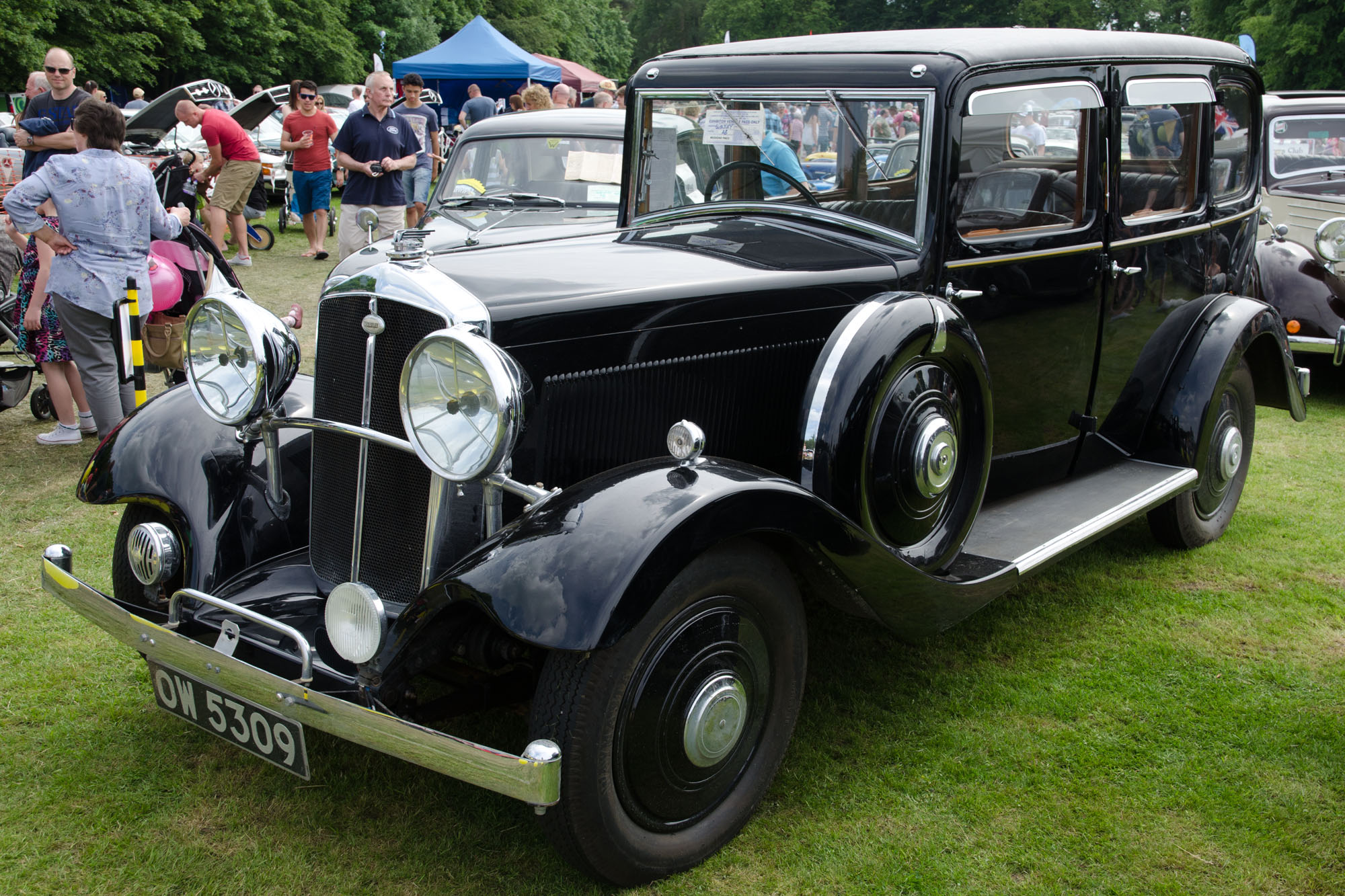
La berline 21/60 de 1934

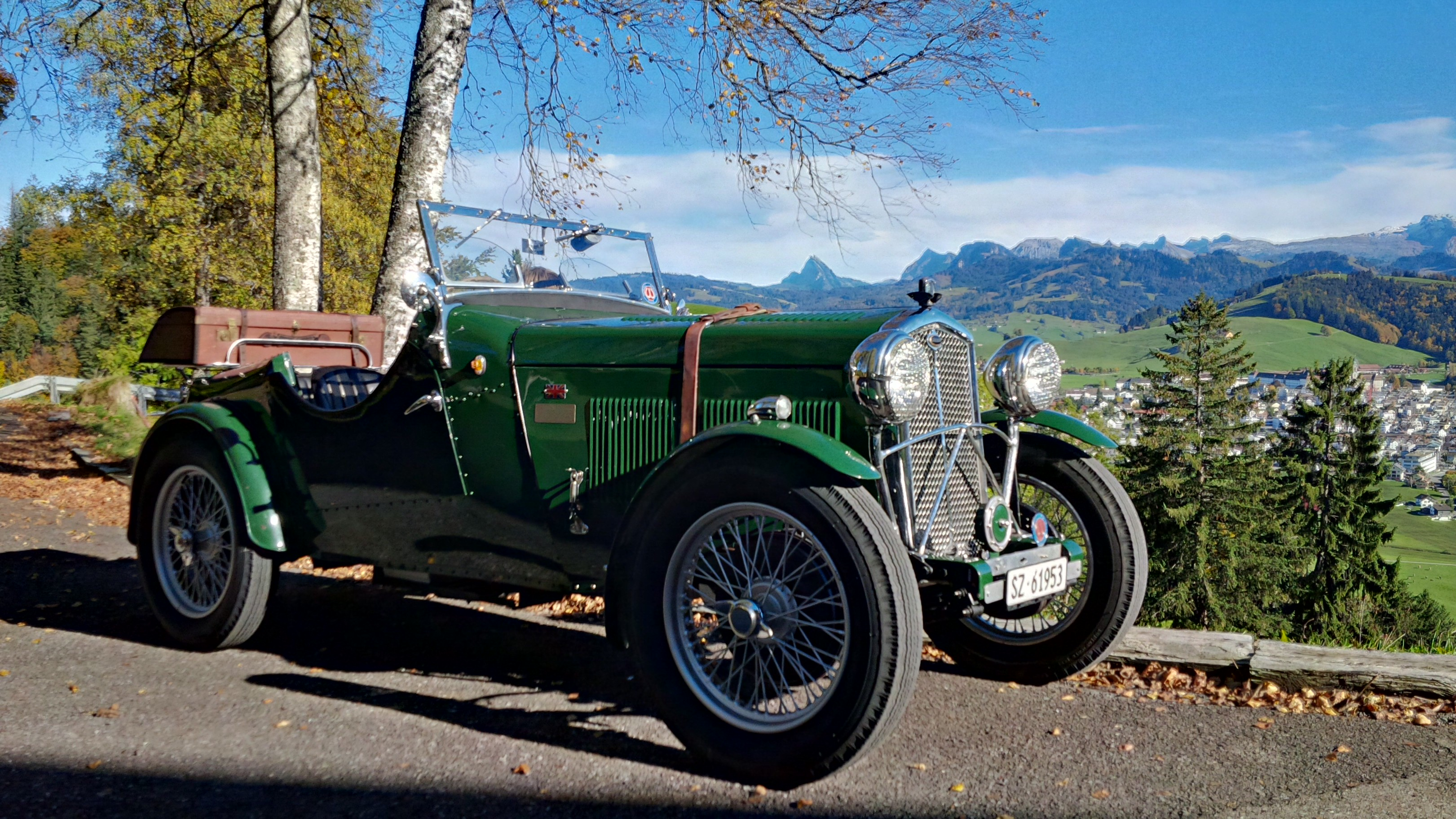
Hornet Special ouverte, deux places, 1933

  - 1930–1936 Wolseley Hornet Six OHC
  - 1927–1931 Wolseley 16/45
  - 1931–1932 Wolseley Viper (car)
  - 1928–1930 Wolseley 12/32
  - 1933–1935 Wolseley County
  - 1933–1935 Wolseley Sixteen
  - 1935–1936 Wolseley Fourteen
  - 1935-1935 Wolseley Eighteen
  - 1936–1938 Wolseley 14/56
  - 1937–1938 Wolseley 18/80
  - 1935–1937 Wolseley Super Six 16HP, 21HP, 25HP
  - 1938–1941 Wolseley 14/60
  - 1938–1941 Wolseley 16/65
  - 1938–1941 Wolseley 18/85 (également produite en 1944 pour usage militaire)
  - 1937–1940 Wolseley 16HP, 21HP, 25HP
- Huit-cylindres
  - 1928–1931 Wolseley 21/60 Huit cylindres en ligne à arbre à cames en tête de 2 700 cm3 (536 furent produites)
  - 1929–1930 Wolseley 32/80 Huit cylindres en ligne à arbre à cames en tête de 4 020 cm3 (châssis seul)

### Liste des véhicules Wolseley après la Seconde Guerre mondiale
Wolseley utilisait souvent un système à deux chiffres pour désigner ses modèles. Jusqu'en 1948, le premier chiffre représentait les chevaux fiscaux et le second chiffre la puissance réelle du moteur. Jusqu'en 1956, le premier chiffre indiqua le nombre de cylindres et par après il donna une indication de la cylindrée; un "15" signifiant un moteur de 1 500 cm3. À la fin, toute convention de nommage fut abandonnée.
- Quatre-cylindres

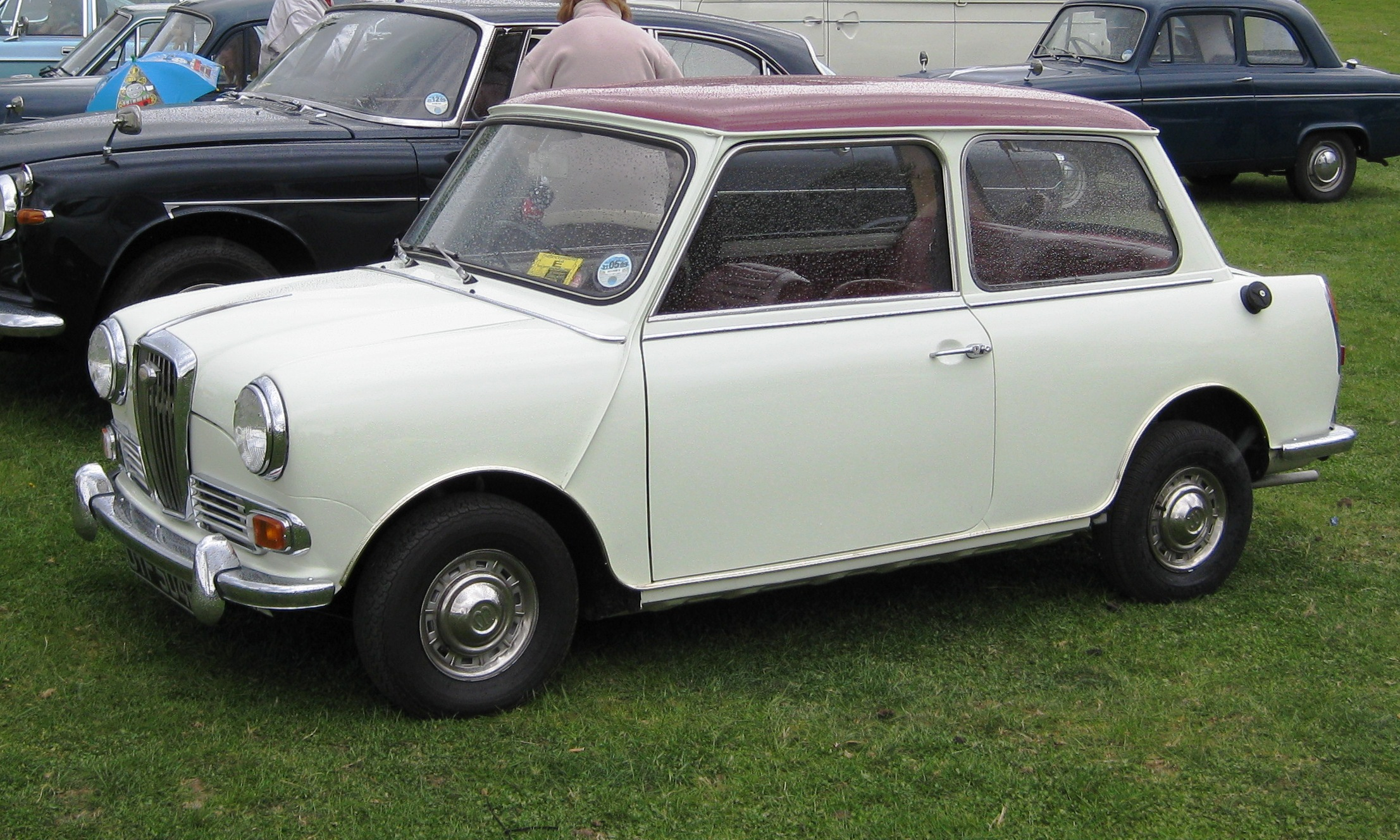
La Wolseley Hornet de 1961–69 était basée sur la Mini.

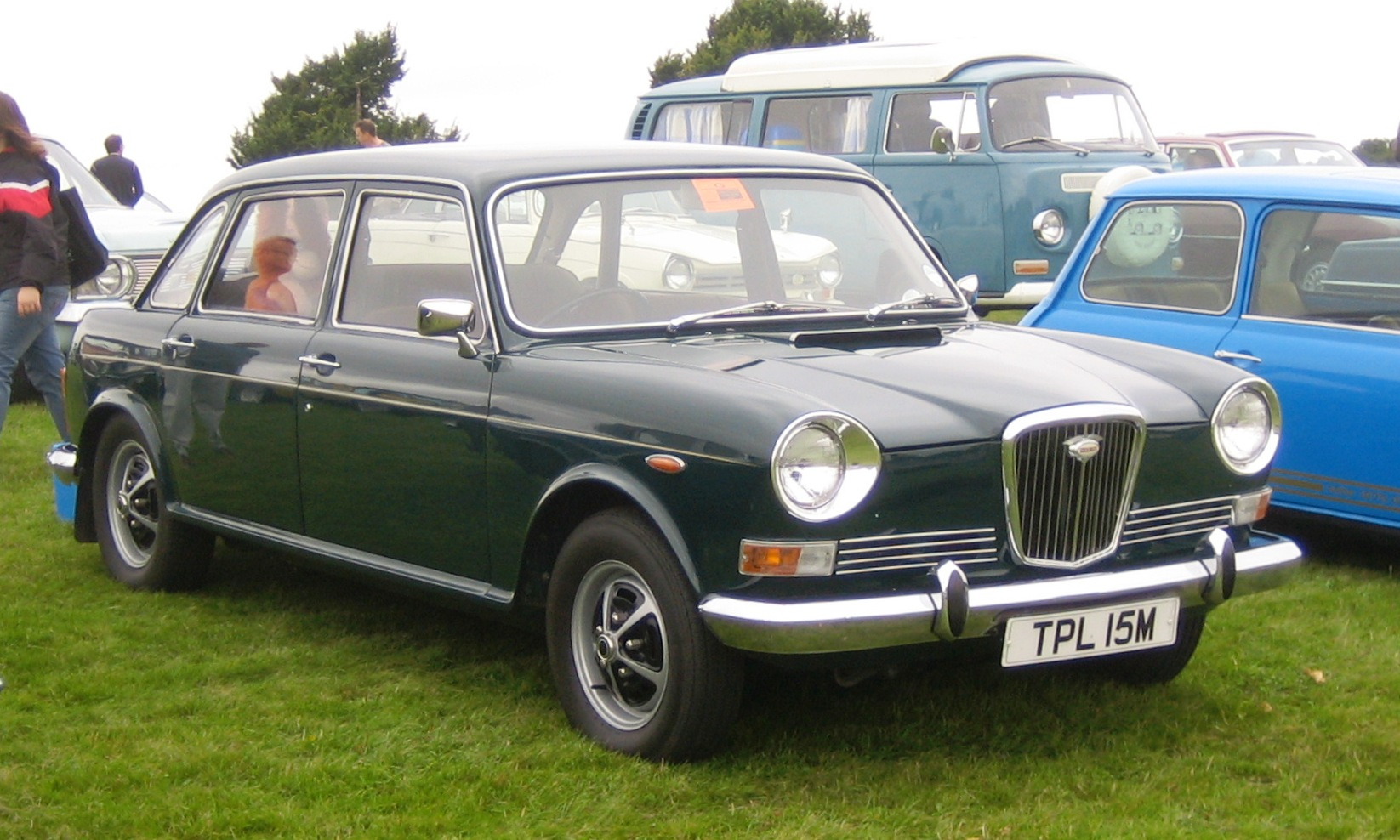
Wolseley Six (BMC ADO17)

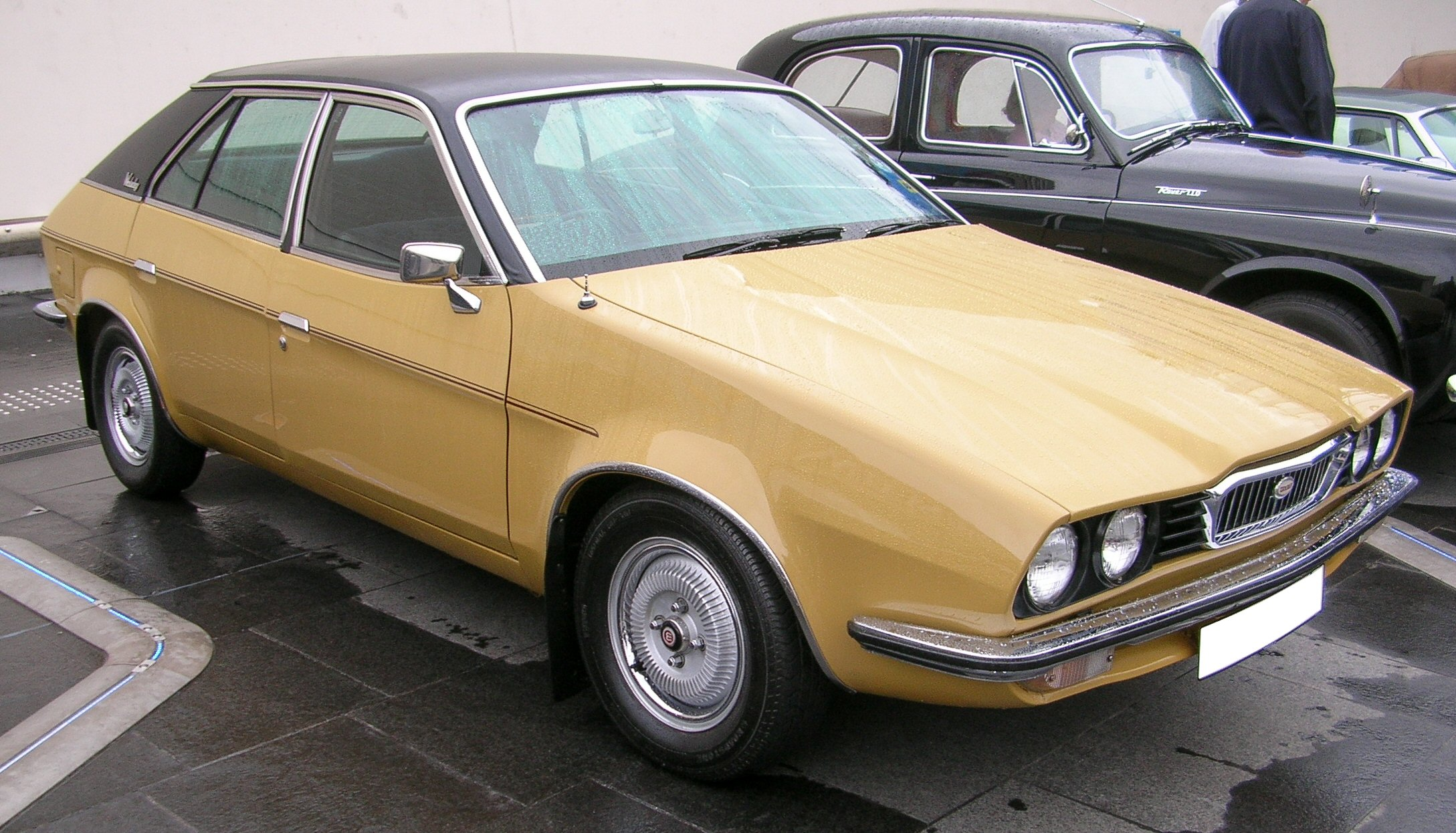
Wolseley (18–22 series)

- - 1939–1948 Wolseley Ten (Morris Ten)
  - 1937–1948 Wolseley 12/48 (La version d'après-guerre est la Series III)
  - 1946–1948 Wolseley Eight similaire à la Morris Eight Series E
  - 1947–1955 Nuffield Oxford Taxi (appellation commerciale Morris)
  - 1948–1953 Wolseley 4/50 similaire à la Morris Oxford MO
  - 1952–1956 Wolseley 4/44
  - 1956–1958 Wolseley 15/50 (MG Magnette ZB)
  - 1957–1965 Wolseley 1500 (similaire à la Riley One-Point-Five, basée sur la Morris Minor)
  - 1958–1961 Wolseley 15/60 (Austin A55 (Mark 2) Cambridge)
  - 1961–1969 Wolseley Hornet (similaire à la Riley Elf, basée sur la Mini (1959-2000))
  - 1961–1971 Wolseley 16/60 (Austin A60 Cambridge)
  - 1965–1974 Wolseley 1100/1300 (BMC ADO16)
  - 1967–1971 Wolseley 18/85 (BMC ADO17)
  - 1968–???? Wolseley 11/55 (variante sud-africaine de la BMC ADO16) [21]
- Six-cylindres
  - 1938–1948 Wolseley 14/60 (La version d'après-guerre est la Series III)
  - 1938–1948 Wolseley 18/85 (La version d'après-guerre est la Series III)
  - 1938–1948 Wolseley 25 (La version d'après-guerre est la Series III)
  - 1948–1954 Wolseley 6/80 (Morris Six)
  - 1954–1959 Wolseley 6/90 (Riley Pathfinder/Riley Two-Point-Six)
  - 1959–1961 Wolseley 6/99 (Austin A99 Westminster)
  - 1961–1968 Wolseley 6/110 (Austin A110 Westminster)
  - 1962–1965 Wolseley 24/80 (Version australienne des 15/60 et 16/60, mais six-cylindres; similaire à l'Austin Freeway)
  - 1972–1975 Wolseley Six (BMC ADO17)
  - Mars–Octobre 1975 Berline Wolseley (18–22 series)
- Également produites :
  - Wolseley 4/60 (Version Néerlandaise de la 16/60)
  - Wolseley 300 (Version Danoise des 6/99 et 6/110)